# Valentino Rossi
Valentino Rossi (Urbino, 16 febbraio 1979) è un pilota motociclistico, pilota automobilistico e dirigente sportivo italiano.
Tra i piloti più titolati del motociclismo, in virtù dei nove titoli mondiali conquistati (cinque dei quali vinti consecutivamente tra il 2001 e il 2005), è l'unico pilota nella storia del motomondiale ad aver vinto il titolo in quattro classi differenti: 125 (1), 250 (1), 500 (1) e MotoGP (6).
Dal 2022, dopo essersi ritirato dalla MotoGP, si dedica alle corse automobilistiche, partecipando al Campionato del mondo endurance, al GT World Challenge Europe e ad alcune gare Endurance della 24H Series e dell'Intercontinental GT Challenge.
Dal 2014 è proprietario della squadra motociclistica VR46.

## Biografia
Figlio di Graziano Rossi, a sua volta pilota motociclistico a cavallo degli anni 70 e 80 del XX secolo, e di Stefania, nasce a Urbino per poi crescere a Tavullia, in provincia di Pesaro e Urbino. Grazie alla passione motociclistica del padre, Valentino vive fin dal suo primo anno di vita a contatto con i motori:
(Graziano Rossi, 2015)
Nel corso della sua carriera professionistica ha sempre usato il 46 come numero di gara, anche nelle annate in cui ha avuto la possibilità di sfoggiare l'1 di campione in carica, poiché questo era il numero precedentemente utilizzato nel motomondiale sia dal padre, sia successivamente da un pilota giapponese di cui era molto appassionato, Norifumi Abe; il numero 46 è stato ufficialmente ritirato dalla MotoGP nella stagione 2022, la prima successiva al ritiro di Rossi dalle due ruote. Dal succitato Abe, inoltre, Rossi trasse spunto per il suo primo soprannome agli esordi in classe 125, Rossifumi, cui seguì Valentinik con il passaggio in classe 250 e infine The Doctor dopo il primo titolo conseguito nella classe regina.
Dopo la separazione dei suoi ha avuto un fratello minore da parte di madre, Luca Marini, divenuto anche lui un pilota motociclistico.
Legato sentimentalmente alla modella Francesca Sofia Novello, la coppia ha due figlie, nate rispettivamente nel 2022 e nel 2025.
Simpatizzante in gioventù per la Sampdoria, è diventato in seguito un tifoso dell'Inter.

## Carriera

### Motociclismo

#### Pilota

##### Gli inizi

Un 14enne Rossi nel 1993, a Misano Adriatico, prova per la prima volta una moto da Gran Prix, una Honda RS 125 R del Team Pileri

A Tavullia, Valentino Rossi prende confidenza con i motori fin da piccolo grazie al padre Graziano, il quale corse nel motomondiale tra gli anni 70 e 80 del Novecento, e mostra subito il suo talento. Comincia con i go-kart prendendo la licenza con un anno di anticipo, a soli 9 anni, ma passa presto alle più economiche minimoto, che al tempo non avevano ancora avuto lo sviluppo dei decenni seguenti, e prende la prima licenza come pilota del Moto Club Cattolica, sodalizio pioniere delle gare di minimoto. Fa le sue prime esperienze e gare presso la pista Motorpark a Cattolica, la prima omologata dalla Federazione Motociclistica Italiana.
A 13 anni prova per la prima volta la Aprilia AF1 125 Futura, ed esordisce poi nel Campionato Italiano Sport Production del 1993 in sella a una Cagiva Mito 125 gestita dal team di Claudio Lusuardi. L'anno seguente, sempre con Lusuardi, partecipa contemporaneamente ai campionati Sport Production e Grand Prix italiani, riuscendo a vincere quello delle derivate di serie e a fare esperienza sui prototipi da Gran Premio. Nel 1995 vince il Campionato Italiano Velocità della classe 125, e si classifica terzo nell'Europeo della stessa categoria.
Nel motomondiale, dall'esordio nel Gran Premio della Malesia 1996 in classe 125, al Gran Premio del Mugello 2010 in MotoGP, Rossi non ha mai saltato una gara.

##### Classe 125

Rossi premiato come vincitore del Gran Premio d'Italia 1997 della classe 125; a sinistra, il secondo classificato Jorge Martínez, suo primo rivale in carriera

La stagione 1996 sancisce l'esordio di Rossi nel motomondiale, in sella a un'Aprilia RS 125 R del team clienti AGV. Dopo alcune prestazioni di rilievo, tra cui il primo podio il 4 agosto in Austria, dove chiude al terzo posto sull'A1-Ring, il 18 dello stesso mese conquista la sua prima vittoria nel Gran Premio della Repubblica Ceca corso a Brno, gara in cui mette a segno anche la sua prima pole position; conclude la stagione al nono posto della classifica generale.
Per la stagione 1997 rimane nel team AGV, che ottiene il sostegno anche di Nastro Azzurro – destinato a divenire il suo sponsor di riferimento per il successivo decennio –; il responsabile di Aprilia Racing, Carlo Pernat, gli affida comunque una moto allo stesso livello tecnico della squadra ufficiale. In quel campionato, in sella alla ottavo di litro di Noale vince il suo primo titolo mondiale con 321 punti, respingendo nettamente la pattuglia di rivali giapponesi capeggiata dall'hondista Noboru Ueda. Nel corso di una stagione dominata su tutti i fronti ottiene undici vittorie su 15 prove (Malesia, Spagna, Italia, Francia, Olanda, Imola, Germania, Brasile, Gran Bretagna, Catalogna e Indonesia) oltreché un secondo posto in Austria, un terzo posto in Repubblica Ceca e quattro pole position (Malesia, Paesi Bassi, Imola e Germania). A questo punto per Rossi si profila il passaggio alla quarto di litro.

##### Classe 250

Rossi in piega sulla sua Aprilia RSV 250 nel Gran Premio di Imola 1999

Il motomondiale 1998 è quello del debutto nella classe 250, sempre con Aprilia. Trascorre il primo anno difendendo i colori del team clienti Nastro Azzurro, seppure inquadrato all'interno della struttura ufficiale di Noale assieme ai compagni di marca Loris Capirossi e Tetsuya Harada; il cambio di cilindrata segna anche il passaggio dalla squadra del capotecnico Mauro Noccioli a quella di Rossano Brazzi. Dopo un inizio di stagione difficile, segnato da due cadute nelle prime due gare, si riprende nel corso dell'annata ottenendo cinque vittorie (Olanda, Imola, Catalogna, Australia e Argentina), tre secondi posti (Spagna, Italia e Francia) e una terza piazza in Germania. Conclude il campionato al secondo posto con 201 punti, 23 in meno dell'iridato Capirossi.
Il motomondiale 1999 vede Rossi promosso a unico pilota ufficiale Aprilia; ciò anche per via del convulso epilogo del mondiale '98 fra Capirossi e Harada, che aveva portato all'allontanamento dell'italiano da Noale, mentre il giapponese nel frattempo era passato in classe 500. Il pesarese si laurea abbastanza agevolmente campione della quarto di litro con 309 punti, non trovando una seria resistenza né in Tōru Ukawa né nel succitato Capirossi, entrambi su Honda; ottiene nove vittorie (Spagna, Italia, Catalogna, Gran Bretagna, Germania, Repubblica Ceca, Australia, Sudafrica e Brasile), due secondi posti (Olanda e Imola), un terzo posto in Argentina e cinque pole position (Malesia, Francia, Paesi Bassi, Germania e Argentina).

##### Classe 500 e MotoGP

###### Honda (2000-2003)
Il debutto in 500 (2000-2001)

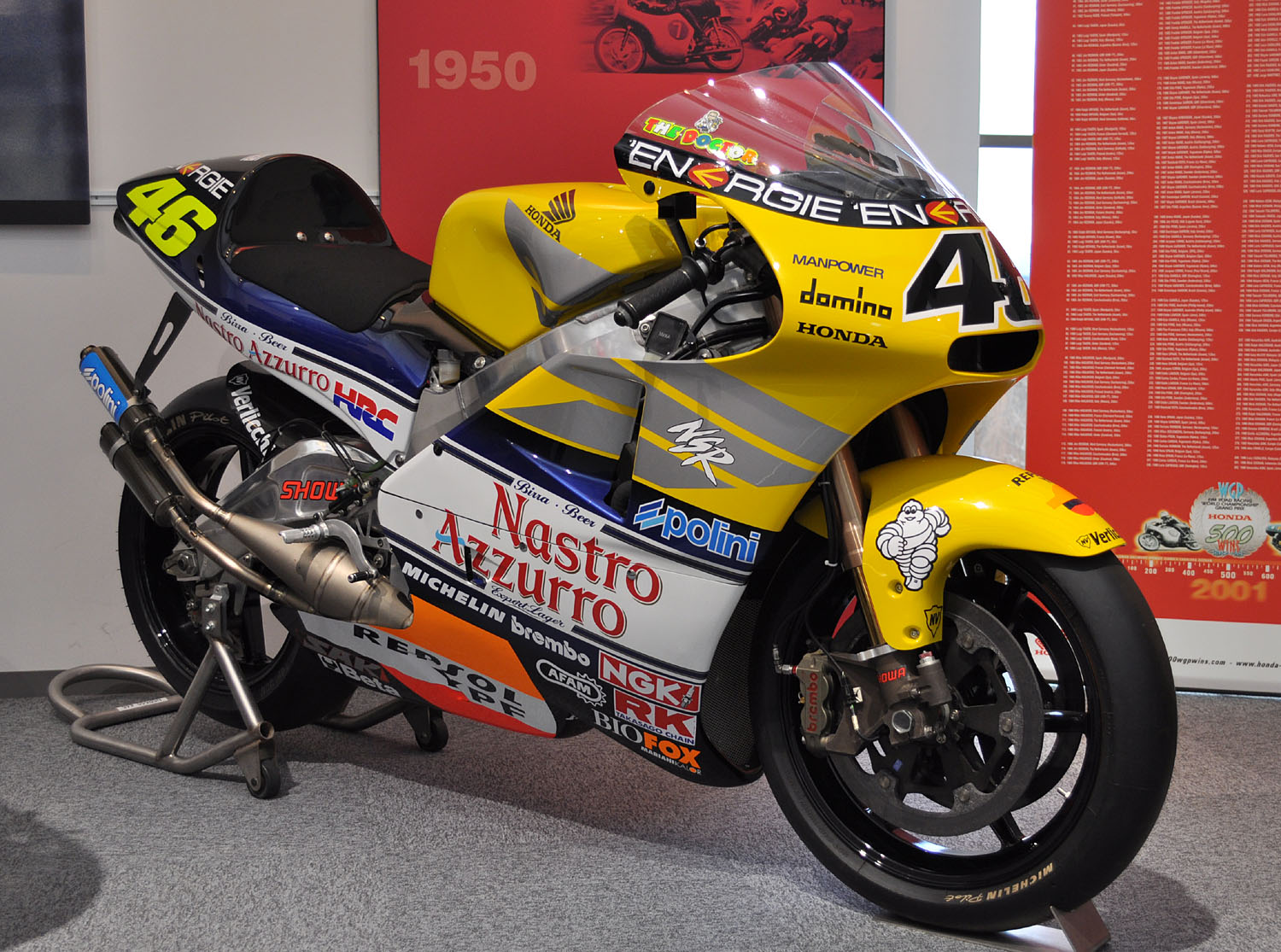
La Honda NSR 500 con cui Rossi ha vinto nel 2001 l'ultimo titolo mondiale nella storia della classe 500

Il motomondiale 2000 è quello del passaggio alla classe 500 nonché del cambio di marca. Honda gli prospetta il salto nella classe regina con una struttura gestita dalla filiale italiana della casa di Tokyo e supportata dallo sponsor personale Nastro Azzurro che lo segue nell'avventura nella mezzo litro; inoltre, pur non godendo ancora dello status di pilota ufficiale, lo è a conti fatti nella struttura tecnica poiché riesce a ottenere dal reparto corse Honda (HRC) l'assistenza dell'esperto capotecnico australiano Jeremy Burgess e della sua plurititolata squadra, precedentemente al servizio, oltreché del pentacampione Michael Doohan, anche di altri iridati quali Freddie Spencer e Wayne Gardner.
Nel campionato di esordio con la NSR 500, in cui inizialmente bada soprattutto a fare esperienza, fa suoi due Gran Premi (Gran Bretagna e Brasile) e, uscendo alla distanza, nella seconda parte di stagione riesce a inserirsi nella lotta mondiale piazzandosi alla fine secondo in classifica generale con 209 punti, dietro solo all'iridato Kenny Roberts Junior su Suzuki; a corollario ottiene tre secondi posti (Germania, Repubblica Ceca e Pacifico) e cinque terzi posti (Spagna, Francia, Catalogna, Portogallo e Australia).
Durante la pausa estiva del motomondiale, inoltre, nel luglio 2000 chiede e ottiene di partecipare alla 8 Ore di Suzuka, la gara del mondiale Endurance più sentita dalle case nipponiche e tra quelle che più appassionano il pesarese in questi anni, stupendo gli stessi vertici HRC che solitamente faticano non poco nel convincere gli occidentali a cimentarsi con la «maratona» motociclistica giapponese. Schierato in coppia con l'allora compagno di marca e pilota ufficiale Superbike, lo statunitense Colin Edwards, la prima esperienza di Rossi in una gara di durata, in sella a una VTR1000SPW del team Castrol, termina con un ritiro.

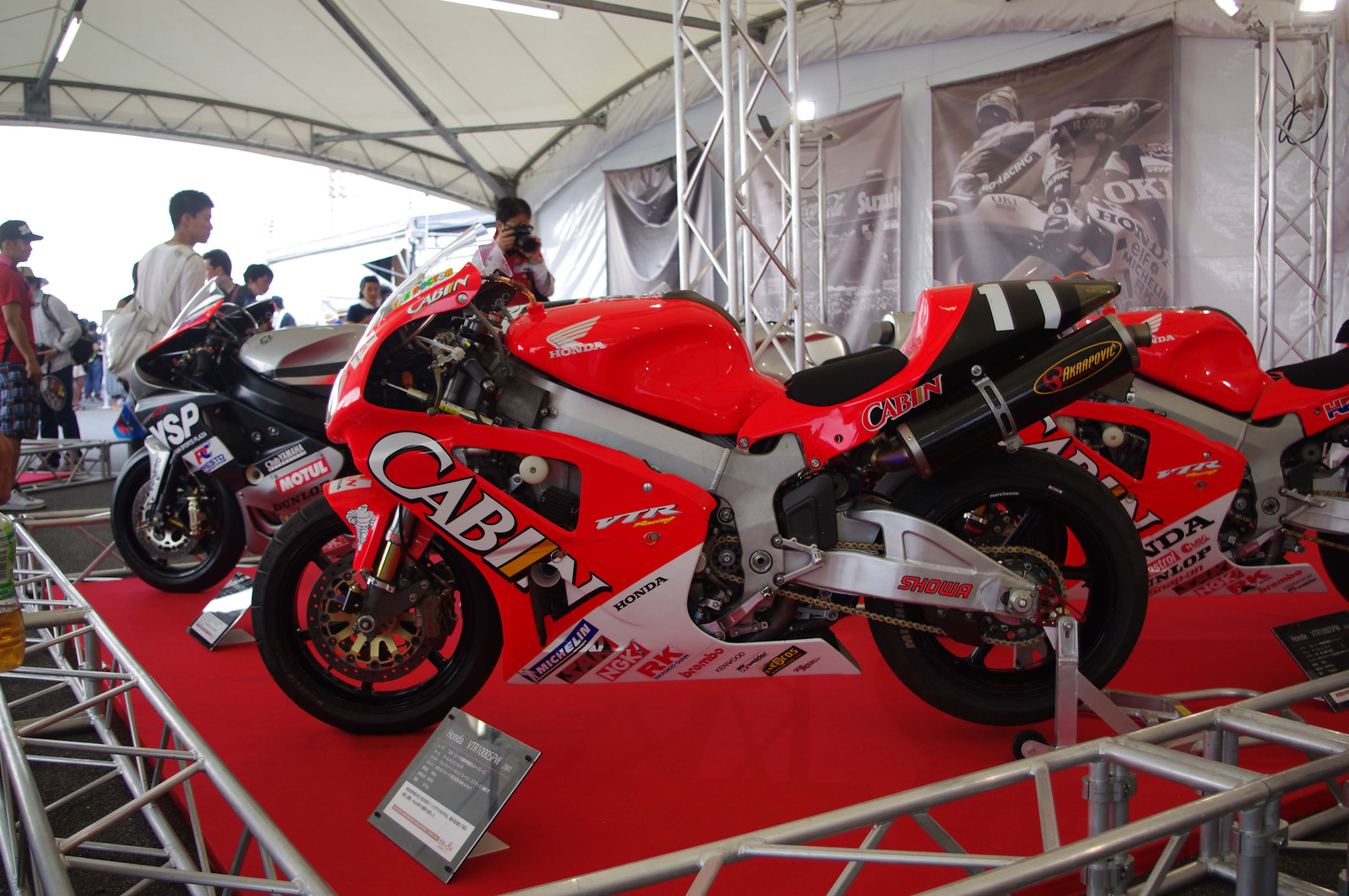
La Honda VTR1000SPW con cui Rossi e Colin Edwards hanno trionfato nel 2001 alla 8 Ore di Suzuka

Il motomondiale 2001 è l'ultimo prima dell'avvicendamento tra le vecchie 500 e le nuove MotoGP. Con un anno di apprendistato alle spalle, e presentatosi al via della stagione con l'obiettivo dichiarato di puntare al titolo, Rossi si laurea iridato per la terza volta in carriera, la prima in top class: con il team satellite Nastro Azzurro – a cui peraltro HRC demanda lo sviluppo della NSR 500, stante le contemporanee difficoltà di Àlex Crivillé nella squadra ufficiale – ottiene undici vittorie (Giappone – la 500ª per Honda nella storia del motomondiale –, Sudafrica, Spagna, Catalogna, Gran Bretagna, Repubblica Ceca, Portogallo, Pacifico, Australia, Malesia e Brasile), un secondo posto in Olanda, un terzo posto in Francia, quattro pole position (Sudafrica, Spagna, Italia e Catalogna) e 325 punti. Rossi rimane agli annali come l'ultimo iridato nella storia della classe 500, affermazione ulteriormente nobilitata dal fatto di essere riuscito a vincere il titolo della classe regina con una squadra clienti, ovvero non gestita direttamente da un costruttore: un exploit che rimarrà ineguagliato per i successivi ventitré anni.
Sempre nel 2001, in agosto bissa la partecipazione alla 8 Ore di Suzuka, stavolta imponendosi – primo e fin qui unico italiano a farlo –, ancora assieme a Edwards, con una VTR1000SPW del team Cabin.
Il passaggio in MotoGP (2002-2003)

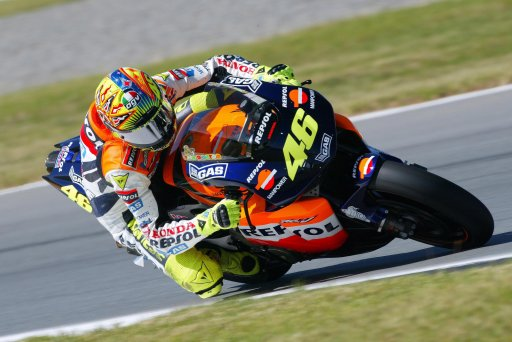
Rossi alla guida della Honda RC211V nella stagione 2002, la prima nella storia della classe MotoGP

Il motomondiale 2002 è il primo ad adottare i regolamenti della neonata classe MotoGP, caratterizzata dalla possibilità di schierare motori a quattro tempi da 990 cm³. Una rivoluzione tecnica che, quantomeno all'inizio, non è accolta positivamente da Rossi il quale, nel frattempo migrato con tutta la sua squadra sotto le insegne ufficiali del factory team Repsol Honda, nell'estate precedente non si era mostrato entusiasta della neonata RC211V, ritenuta ancora troppo acerba e per questo non scartando l'ipotesi di correre l'imminente stagione con la vecchia NSR 500 a due tempi, salvo poi essere convinto a passare fin da subito al nuovo modello a fronte dello sviluppo approntato dalla casa costruttrice sul finire del 2001.
Nel gennaio del 2002, inoltre, sopraggiungono improvvisi dissidi con Honda in fase di rinnovo contrattuale, che portano la casa nipponica a escludere il pilota dai test precampionato di Sepang; lo stesso pesarese paventa l'ipotesi di un ritorno in Aprilia o nondimeno un anno sabbatico dalle corse. La frattura si ricompone nelle settimane seguenti, ma segna l'inizio di un accumulo di tensioni e ripicche tra le due parti: fin dopo l'esordio stagionale a Suzuka, Rossi parla di una Honda che non vuole «sovraesporre il mio nome, quello del pilota, rispetto alla moto», alludendo al fatto che la sua vittoria nel campionato 2001, ottenuta correndo in un team satellite e ciò nonostante distaccando ampiamente i piloti del factory team, avesse infastidito non poco la casa madre. Da qui in avanti, i rapporti tra il pesarese e HRC si deterioreranno sempre più, a dispetto degli ottimi risultati in pista.

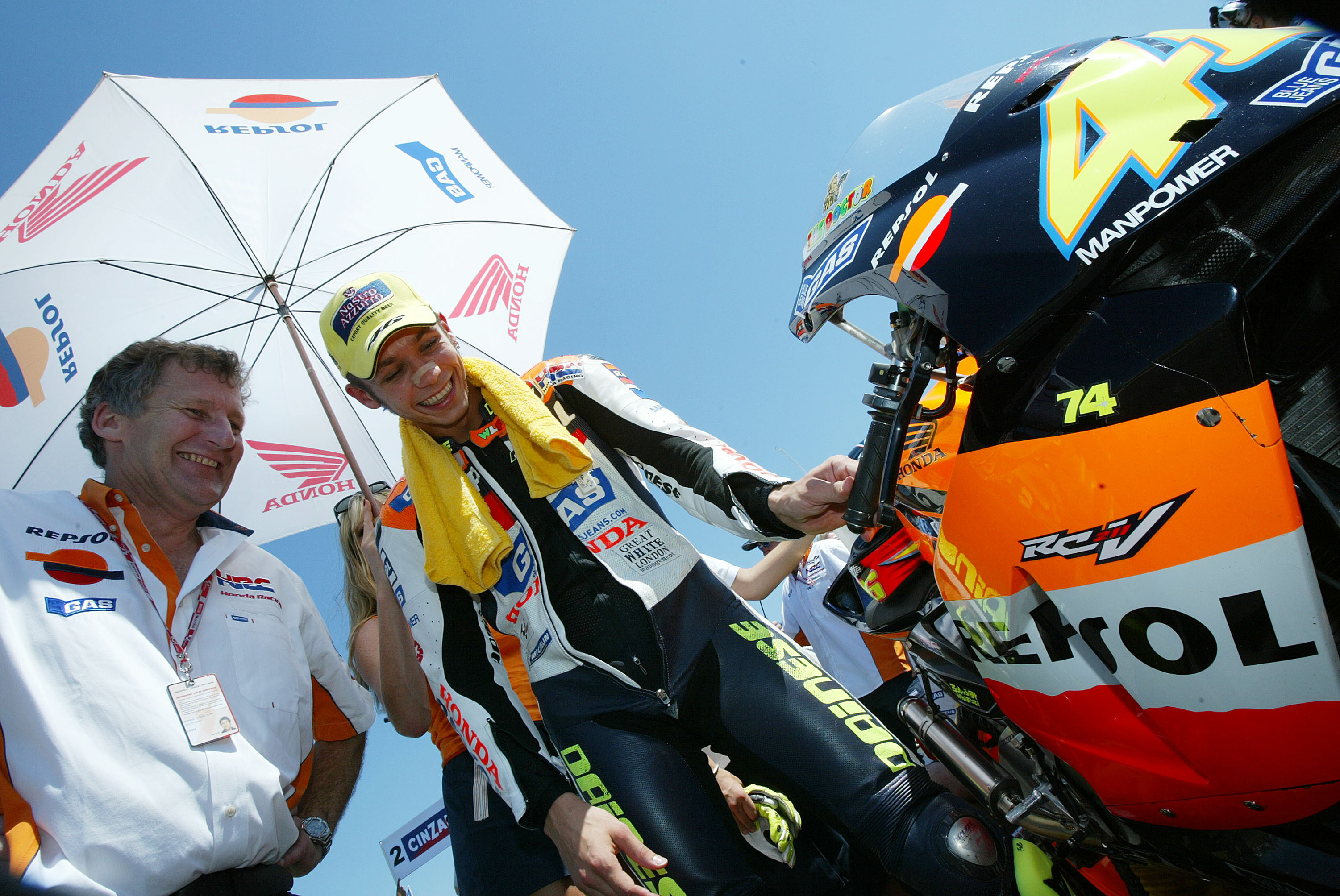
Rossi (al centro) con il suo storico capotecnico Jeremy Burgess a Donington Park nel 2003

In quel 2002, infatti, Rossi ottiene undici vittorie (Giappone – quest'ultima rimasta nella storia poiché la prima assoluta dell'era MotoGP –, Spagna, Francia, Italia, Catalogna, Paesi Bassi, Gran Bretagna, Germania, Portogallo, Brasile e Australia), quattro secondi posti (Sudafrica, Pacifico, Malesia e Comunità Valenciana), sette pole position (Giappone, Sudafrica, Spagna, Francia, Italia, Paesi Bassi e Gran Bretagna) e 355 punti, che gli consentono di vincere agevolmente il quarto mondiale: facendo suo il primo titolo MotoGP della storia, diventa il primo – e tuttora unico – motociclista a laurearsi campione in quattro classi differenti.
Nel motomondiale 2003 vince nuovamente il titolo con 357 punti, frutto di nove vittorie (Giappone, Spagna, Italia, Repubblica Ceca, Portogallo, Brasile, Malesia, Australia e Comunità Valenciana), cinque secondi posti (Sudafrica, Francia, Catalogna, Germania e Pacifico), due terzi posti (Olanda e Gran Bretagna) e nove pole position (Giappone, Francia, Italia, Catalogna, Repubblica Ceca, Brasile, Malesia, Australia e Comunità Valenciana). Per la prima volta in carriera riesce ad andare a podio in tutte le prove della stagione – 16 –, dimostrando una netta superiorità che si palesa al massimo a Phillip Island: dopo essersi visto infliggere 10 secondi di penalizzazione a causa di un sorpasso effettuato su Marco Melandri in regime di bandiere gialle, impone un ritmo insostenibile agli avversari e domina la gara distaccando di 15" il secondo classificato Capirossi, annullando così la penalità.

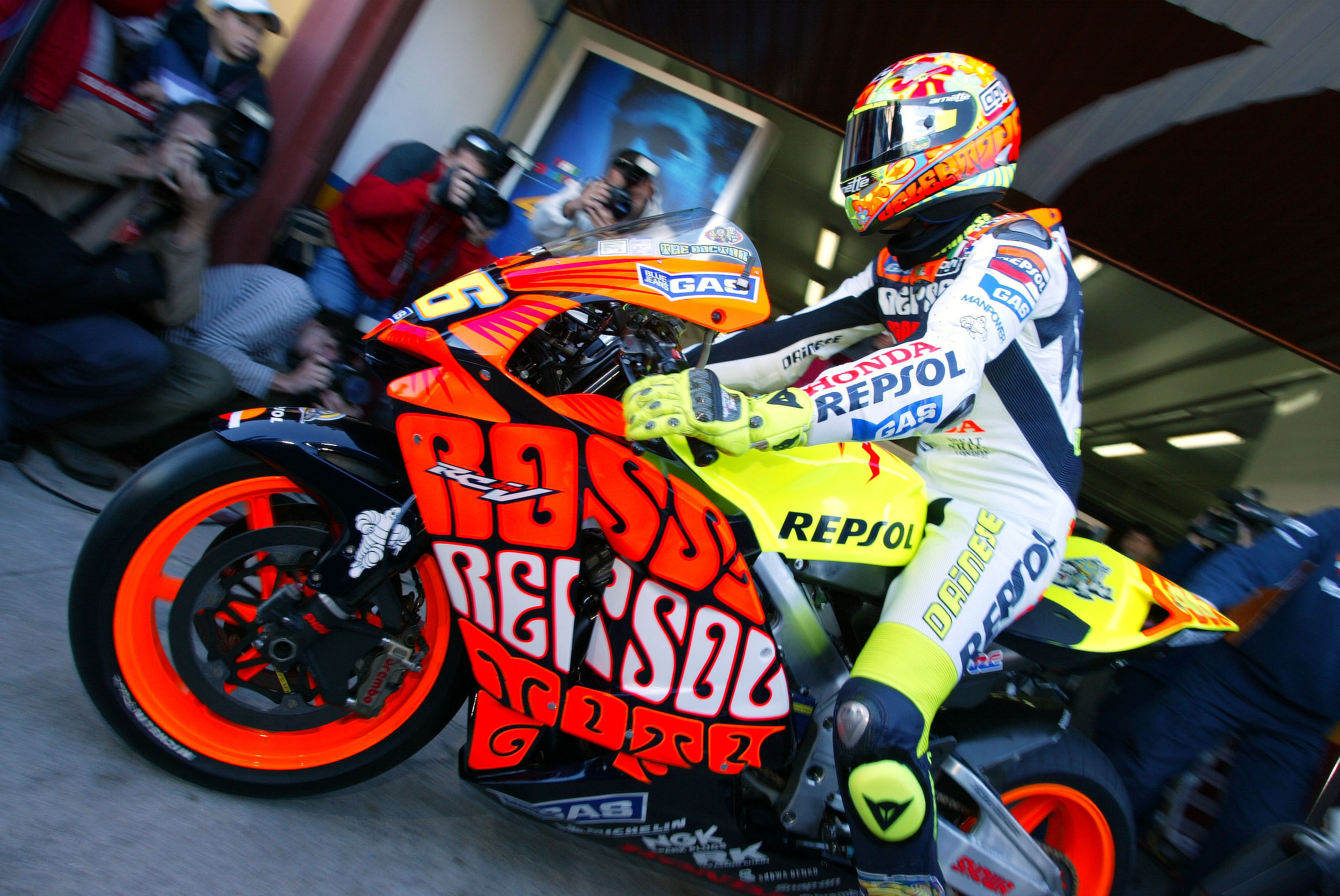
Rossi con una RC211V in livrea speciale per il Gran Premio della Comunità Valenciana 2003, l'ultimo corso con Honda

Il campionato 2003 vede però anche la definitiva rottura del rapporto con la Honda: in scadenza di contratto, Rossi rifiuta il rinnovo proposto dalla casa di Tokyo. Il pilota appare ormai insofferente al trattamento riservatogli da HRC, che lo amareggia sia sul piano mediatico poiché invariabilmente relegato in secondo piano rispetto alla moto, quanto a considerazione in merito ai numerosi successi e record inanellati nel precedente quadriennio, sia su quello pratico: particolare disappunto gli deriva dalla decisione del management Honda di affidare per il 2004 la RC211V ufficiale, moto che il pesarese ha costantemente sviluppato e affinato nel corso delle stagioni fino a portarla ai vertici incontrastati, ad altri sei compagni di marca, anche nei team clienti.
Il tutto sfocia in uno dei trasferimenti più clamorosi nella storia del motociclismo: al termine dell'ultimo Gran Premio della stagione a Valencia, in cui coglie l'ultima sua vittoria in sella a una Honda, Rossi scende dalla RC211V, all'epoca moto di riferimento della categoria e che ha egemonizzato il campionato appena chiusosi come pochi altri in passato (quindici affermazioni su 16 e trentotto podi su 48), per accettare la corte della Yamaha.

###### Yamaha (2004-2010)
Una scommessa vincente (2004-2005)

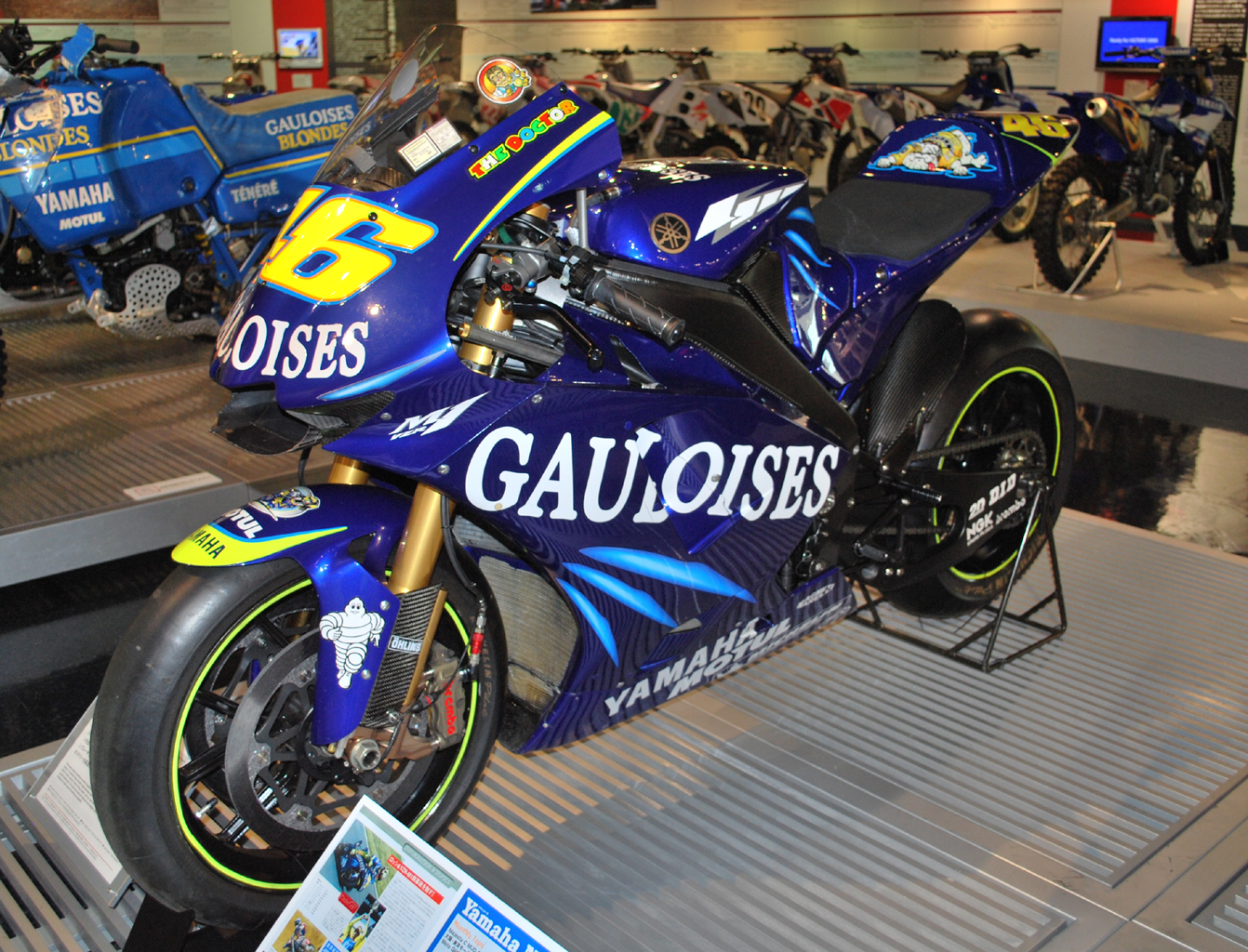
La Yamaha YZR-M1 in livrea Gauloises del 2004, con cui Rossi ha riportato il titolo della classe regina a Iwata dopo dodici anni

Nel motomondiale 2004 l'iridato uscente Rossi lascia a sorpresa la Honda campione in carica e, con una mossa ancor più a sorpresa, passa alla rivale Yamaha. A tessere le fila di questo cambio di casacca è essenzialmente Davide Brivio, responsabile della squadra ufficiale di Iwata, il quale, oltre a intercettare la ricerca di nuovi stimoli che aveva colto il pesarese, ha gioco facile nel puntare sulla sua grande voglia di rivalsa verso HRC: «ho deciso di cambiare perché sembrava che l'anno scorso io vincessi solo in quanto avevo la Honda. Questo luogo comune era diventato troppo per me».
La scelta, tuttavia, viene generalmente accolta dagli addetti ai lavori come un possibile se non probabile autogol: la Yamaha a cui approda Rossi è una casa in piena crisi tecnica, lontana dal titolo in classe regina dal 1992 e reduce da un 2003 che non può che essere etichettato come fallimentare, in cui ha ottenuto come massimo risultato appena un podio – per giunta con un team satellite (Tech 3) e grazie ad Alex Barros, proprio colui che prenderà il posto del pesarese in HRC. Anche per la vulgata più ottimista, pertanto, la sensazione è che Rossi stia andando incontro quantomeno a un anno sabbatico dalla lotta mondiale; cosa peraltro messa in conto dallo stesso pilota nonché da Yamaha, il cui obiettivo realistico è di riorganizzarsi nell'immediato onde puntare al titolo nel 2005, in coincidenza col cinquantenario di fondazione dell'azienda. In questo clima, tra le poche voci contrarie – e quindi positive – c'è quella di Doohan, il quale, al di là della competitività della moto, si focalizza sulle doti da «leader» di Rossi: «la Yamaha non ne ha uno dai tempi di Rainey e Lawson. Potrà dirigere la squadra, è quello di cui c'è bisogno».

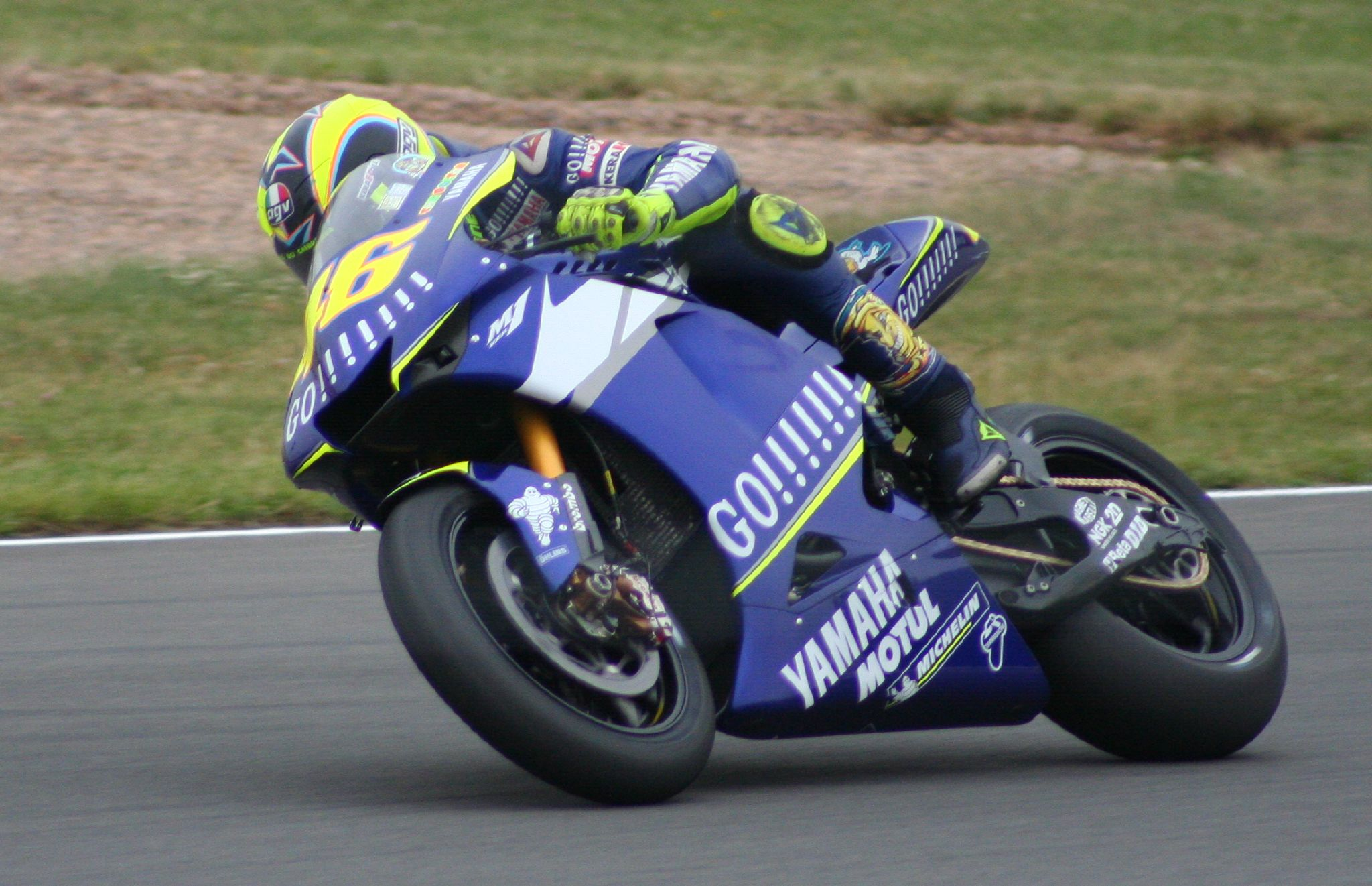
Rossi nel Gran Premio di Gran Bretagna 2005

Una sfida, quella di risollevare la moto di Iwata, che appare ardua tant'è che per accettarla, oltre alle succitate motivazioni personali, Rossi viene a patti per la prima volta in carriera con una sponsorizzazione tabaccaia, quella di Gauloises – «si, preferivo non correre con marchi di sigarette, ma io sono un pilota e tra correre con la sigaretta e stare a casa ho scelto le gare» –, che marchia le carene della sua nuova YZR-M1 e contribuisce al suo ingaggio-record da 15 milioni di euro all'anno che ne fa, all'epoca, lo sportivo italiano più pagato di sempre. Viene seguito in Yamaha da quasi tutti gli elementi chiave della vecchia squadra, in primis il capotecnico Burgess con lui sin dalla prima stagione in 500, facendo sì che l'avvicinamento al via del campionato risulti decisamente movimentato sul piano mediatico, foriero di polemiche, sgarbi e veti incrociati; tra le altre cose, Honda arriva a negare a Rossi una prassi consolidata dell'ambiente, ovvero la possibilità di provare la nuova moto prima della scadenza formale del suo precedente contratto, fissata per il 31 dicembre.
Nonostante ciò, pur con pochi mesi di messa a punto alle spalle, comunque decisivi nel tracciare la strada per lo sviluppo tecnico della nuova moto, Rossi sovverte repentinamente i pronostici della vigilia e riporta la YZR-M1 davanti a tutti già al debutto stagionale in Sudafrica, trionfando sull'asfalto di Welkom in una gara subito entrata nella storia delle due ruote – e ricordata a posteriori dallo stesso Rossi come la più significativa della sua carriera – anche per il serrato duello, fatto di sorpassi e controsorpassi al limite, col rivale di sempre, Max Biaggi: «Volevo dimostrare che è il pilota che conta, non soltanto in gara, ma nell'evoluzione della moto, nella preparazione. Una gara così non arriva per miracolo». Il successo passa agli annali poiché, unito a quello di Valencia della stagione precedente, ne fa il primo e tuttora unico pilota nella storia della classe MotoGP capace di vincere consecutivamente due Gran Premi con due costruttori diversi.

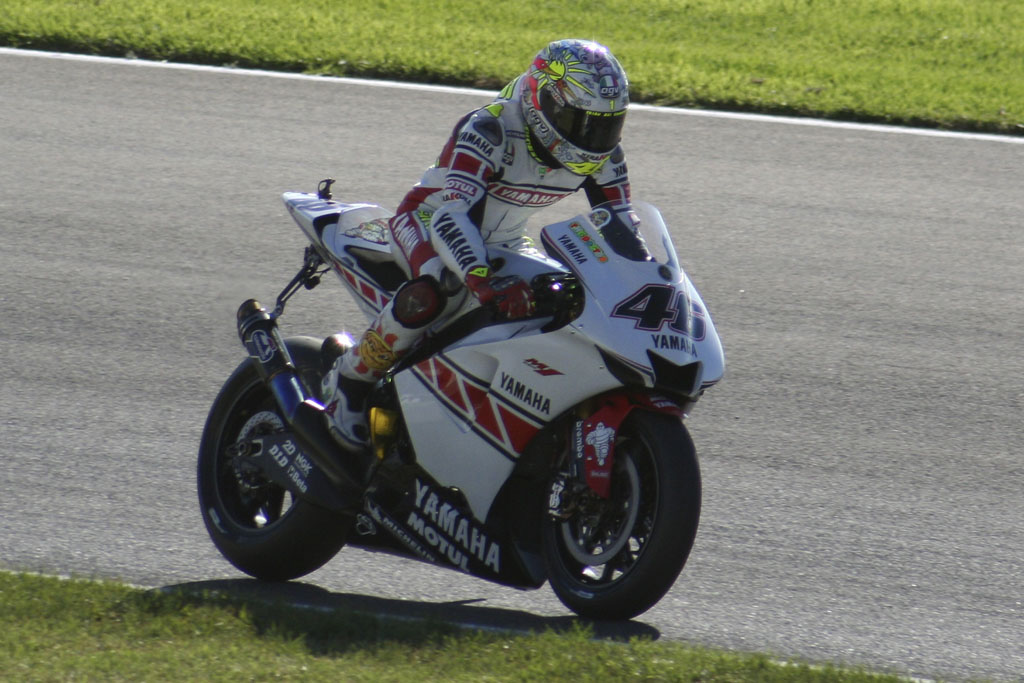
Rossi nel Gran Premio della Comunità Valenciana 2005, con una Yamaha in livrea speciale per il 50º anniversario della casa di Iwata

Nel corso dell'annata ottiene altre otto vittorie (Italia, Catalogna, Paesi Bassi, Gran Bretagna, Portogallo, Malesia, Australia e Comunità Valenciana), due secondi posti (Repubblica Ceca e Giappone) e cinque pole position (Sudafrica, Spagna, Paesi Bassi, Gran Bretagna e Malesia), rintuzzando le ambizioni dei principali rivali al titolo, dapprima Biaggi e poi l'outsider Sete Gibernau entrambi in sella proprio alla sua ex Honda, e vincendo il campionato 2004 con 304 punti in classifica: Rossi succede così dopo dodici anni allo statunitense Wayne Rainey, il precedente yamahista capace di conquistare il titolo della top class.
Anche nel motomondiale 2005 Rossi vince la competizione con 367 punti, divenendo campione del mondo con quattro gare di anticipo a Sepang, il 25 settembre. Conquista undici vittorie su 17 gare (Spagna, Cina, Francia, Italia, Catalogna, Paesi Bassi, Gran Bretagna, Germania, Repubblica Ceca, Qatar e Australia) e 16 podi complessivi, di cui tre secondi posti (Portogallo, Malesia e Turchia) e due terzi posti (Laguna Seca e Valencia). In questa stagione ritrova come compagno di box Edwards, con il quale aveva trionfato quattro anni prima alla 8 Ore di Suzuka, e che sarà al suo fianco anche nel biennio successivo.
La crisi di risultati (2006-2007)

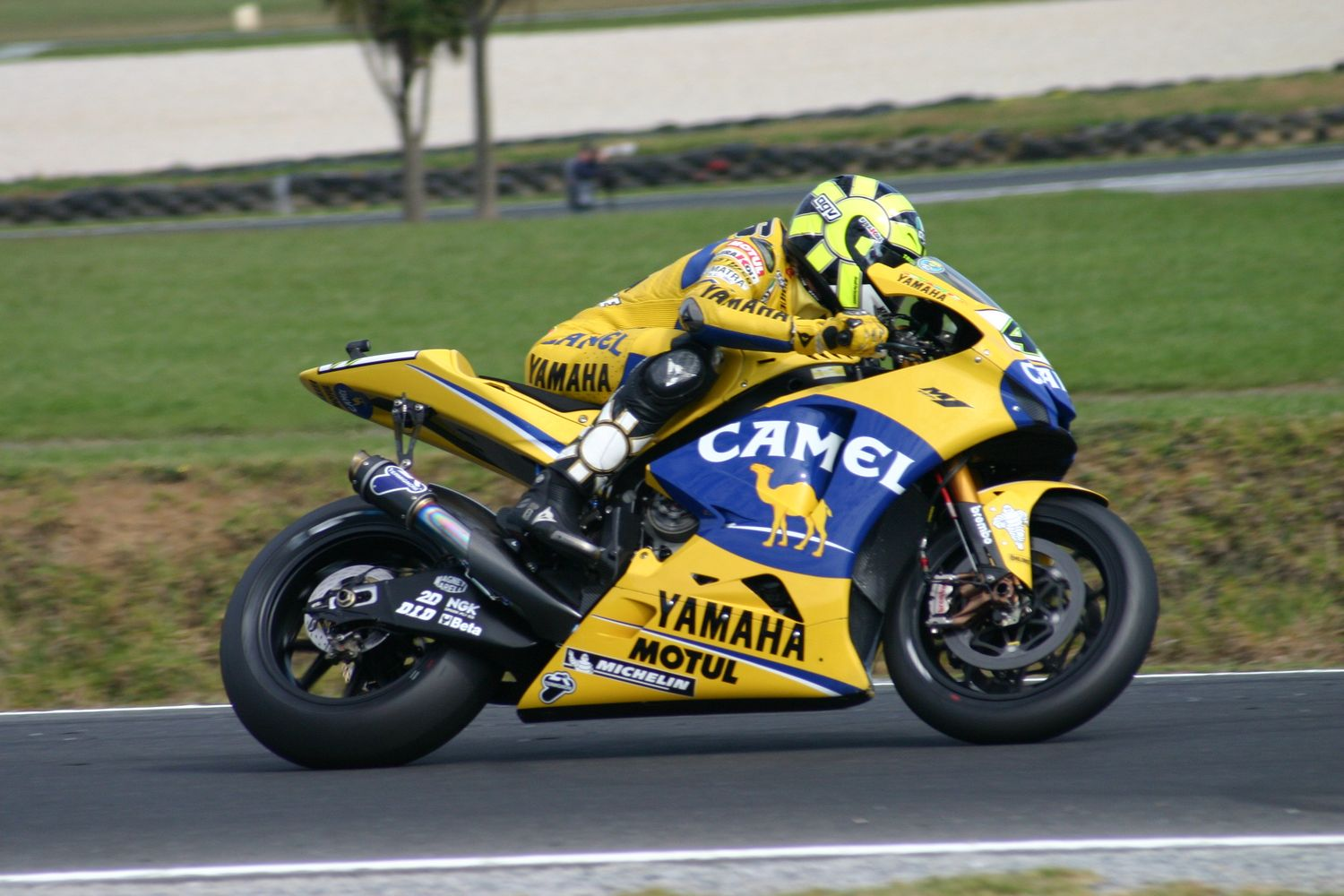
Rossi su YZR-M1 ripellicolata Camel al Gran Premio d'Australia 2006

Il motomondiale 2006 – in cui, per ironia della sorte, la sua Yamaha passa sotto le insegne pubblicitarie della Camel, sponsor fino all'anno prima del suo rivale Biaggi – non ha inizio nel migliore dei modi per Rossi, il quale cade al primo giro della gara d'esordio a Jerez de la Frontera e, pur rimontando, non va al di là di un quattordicesimo posto. Quasi un preludio a quel che sarà il prosieguo del campionato, costellato di inciampi: tra gli altri, è costretto al ritiro in Cina per dei problemi alla gomma posteriore e in Francia a causa della rottura del motore. Ottiene comunque cinque vittorie (Qatar, Italia, Catalogna, Germania e Malesia) e, dopo la piazza d'onore conquistata all'Estoril, si presenta al via dell'ultima e decisiva gara della stagione, a Valencia, in testa alla classifica: tuttavia qui, dopo una scivolata in avvio, non riesce ad andare oltre il tredicesimo posto, venendo definitivamente superato dal nuovo campione del mondo, Nicky Hayden, al quale basta chiudere la gara sull'ultimo gradino del podio per violare l'imbattibilità quinquennale di Rossi, secondo in classifica generale con 247 punti.
Il motomondiale 2007, che segna l'introduzione di un nuovo regolamento MotoGP basato su prototipi da 800 cm³, comincia con un secondo posto in Qatar, dietro alla Ducati di Casey Stoner. In Spagna torna sul gradino più alto del podio precedendo il compagno di squadra Edwards, mentre con la successiva vittoria del Mugello, la sua sesta consecutiva in Toscana, raggiunge i 60 successi in MotoGP ed eguaglia il record di podi nella classe regina (95) detenuto fino ad allora da Doohan.

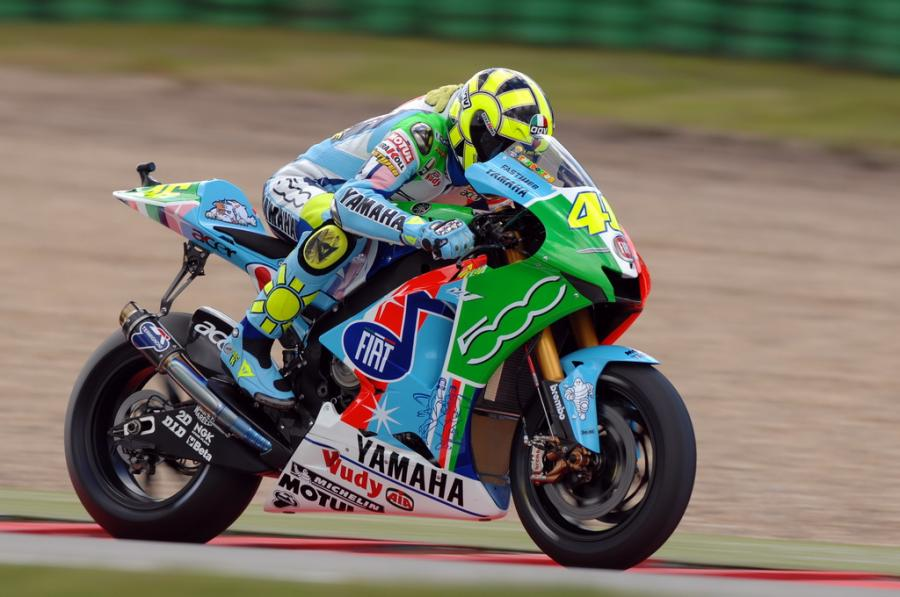
Rossi al Gran Premio d'Olanda 2007, con una Yamaha in livrea speciale per il lancio della Fiat 500

Ottiene altre due vittorie in stagione, ad Assen e all'Estoril (dove dedica la vittoria a Colin McRae, scomparso il giorno precedente), non riuscendo tuttavia a riconquistare l'iride, classificandosi al terzo posto finale, dietro al nuovo campione del mondo, Stoner, e all'alfiere della Honda, Pedrosa; arriva inoltre secondo a Losail, Shanghai e Montmeló, e ottiene un altro podio a Phillip Island arrivando terzo. Durante l'ultimo fine settimana di Valencia avverrà la comunicazione ufficiale del suo passaggio alle gomme giapponesi Bridgestone, dopo diversi anni con le francesi Michelin.
La rivincita (2008)
Nel motomondiale 2008 è ancora in sella alla Yamaha e il suo compagno di squadra diventa Jorge Lorenzo, campione del mondo in carica della classe 250, che sostituisce Edwards; la diversa fornitura di pneumatici tra i due piloti, Bridgestone per Rossi e Michelin per Lorenzo, porta tuttavia a una problematica convivenza, addirittura con il box della scuderia nipponica che viene "diviso a metà" nel tentativo di evitare il passaggio di dati tecnici fra le due squadre. Nelle prime tre gare, Stoner, Pedrosa e il debuttante compagno di squadra Lorenzo si alternano sul gradino più alto del podio. Successivamente Rossi riconquista la prima posizione in classifica mondiale con tre vittorie consecutive nei Gran Premi di Cina, Francia e Italia; in particolare, a Le Mans raggiunge le 90 vittorie in carriera, al pari di Ángel Nieto.

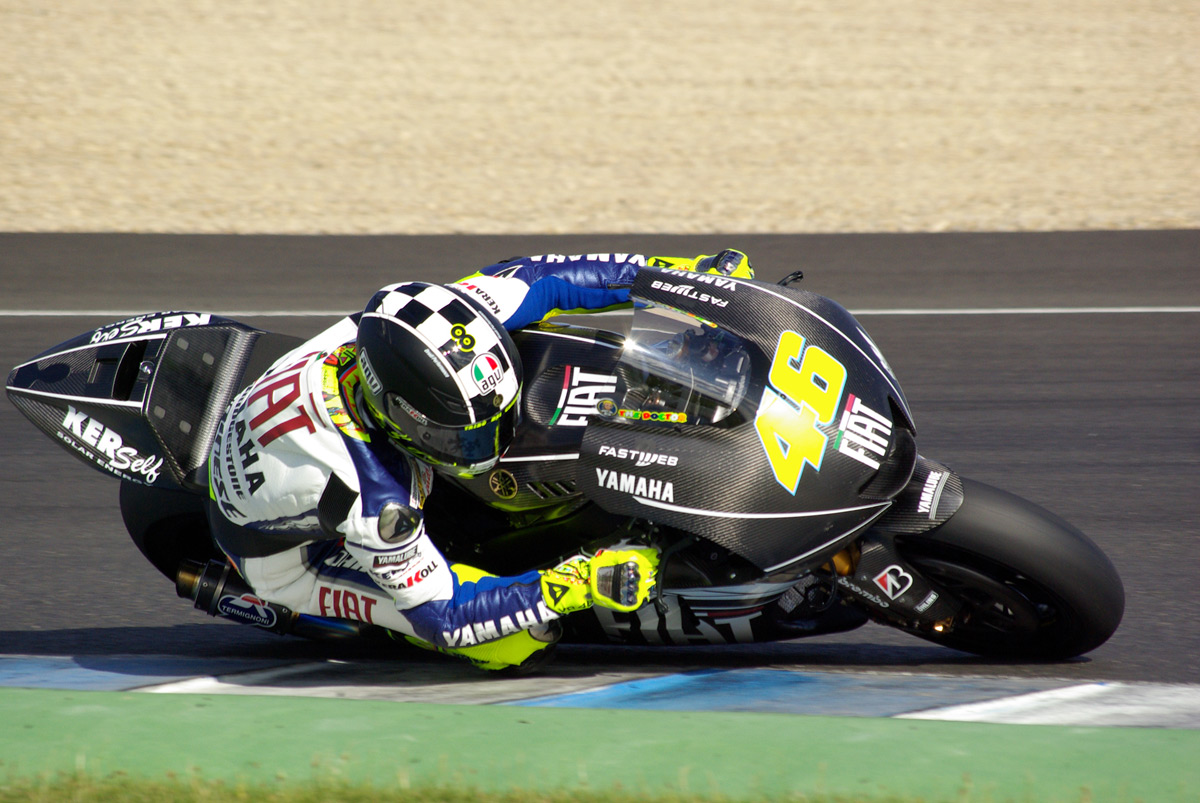
Rossi impegnato in dei test sul circuito di Jerez de la Frontera nell'autunno 2008

A partire dalla tappa di Laguna Seca, Rossi inanella una serie di vittorie: Brno, Misano Adriatico, Indianapolis e Motegi. Il 22 giugno 2008 corre a Donington Park il suo 200º Gran Premio, giungendo secondo alle spalle di Stoner; sullo stesso circuito, nel 2002, Rossi aveva raggiunto il traguardo dei 100 GP e, curiosamente, la vittoria numero 46, come la sua tabella di gara.
A Indianapolis, dove il 14 settembre 2008 le moto gareggiano per la prima volta, Rossi conquista la vittoria che gli consente di superare, con 69 vittorie tra 500 e MotoGP, il record assoluto detenuto in precedenza da Giacomo Agostini. Infine a Motegi, con tre gare di anticipo rispetto alla fine del campionato, torna a laurearsi campione del mondo, arrivando a 8 titoli iridati. Come appendice stagionale, ottiene un'ulteriore vittoria a Sepang. Tra i dati statistici, da segnalare i 373 punti in campionato e 7 ulteriori piazzamenti sul podio: i secondi posti in Spagna, Catalogna, Gran Bretagna, Germania e Australia, e i terzi posti in Portogallo e a Valencia; ottiene anche due pole position al Mugello e a Indianapolis.
La riconferma (2009)

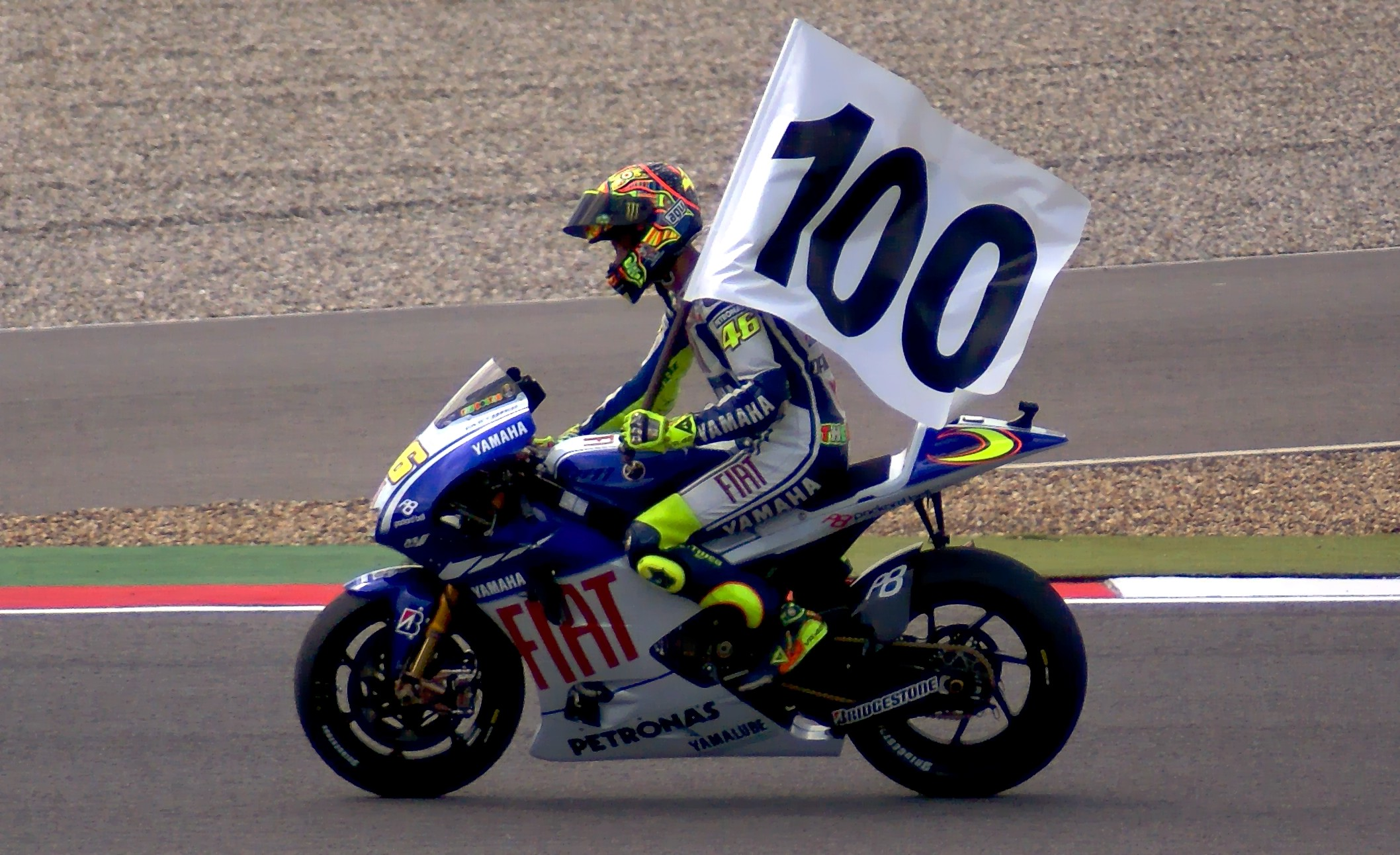
Rossi festeggia la sua centesima vittoria in carriera al Gran Premio d'Olanda 2009

Il motomondiale 2009 inizia con due secondi posti, in Qatar (dietro a Stoner) e in Giappone (gara in cui parte dalla pole, ma giunge alle spalle di Lorenzo), e la vittoria in Spagna. Ritorna sul podio con un terzo posto al Mugello, dove fallisce il successo dopo sette edizioni, e ottiene l'affermazione in Catalogna, dopo una gara combattuta con Lorenzo e un sorpasso all'ultima curva rimasto nella storia del motociclismo. Il 27 giugno 2009, in occasione del Gran Premio d'Olanda ad Assen, Rossi raggiunge le 100 vittorie in carriera. A Laguna Seca arriva secondo, alle spalle di Pedrosa e davanti a Lorenzo e Stoner, mentre in Germania conquista dapprima la partenza al palo sul bagnato, e poi la vittoria in gara dopo un duello col compagno di squadra.
In quel periodo la stampa sportiva annuncia erroneamente che il 19 luglio 2009, al Sachsenring, Rossi avesse eguagliato il record assoluto di Giacomo Agostini, conquistando il podio numero 159 della sua carriera; tale equivoco scaturì dal mancato computo dei risultati ottenuti dal campione bergamasco nella Formula 750 che, dal 1977 al 1979, era compresa nelle classi del motomondiale: su 190 Gran Premi disputati, Agostini ha conquistato 162 podi e 123 vittorie. Rossi conquisterà poi il 163º podio, alla 223ª gara disputata, arrivando terzo nella stessa stagione in Malesia.

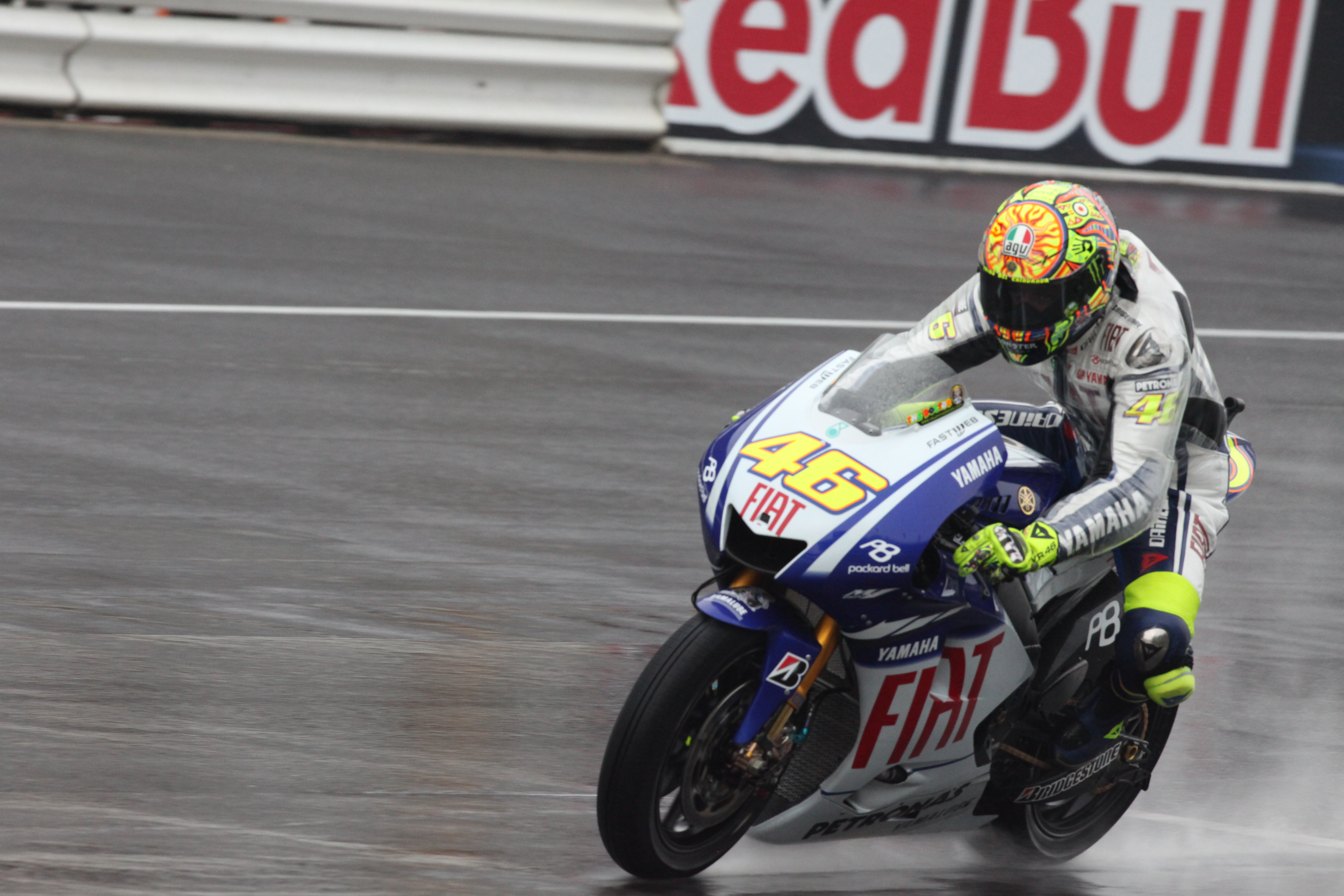
Rossi nel weekend del Gran Premio di Indianapolis 2009

In Repubblica Ceca ottiene pole e vittoria davanti a Pedrosa, con i due principali rivali per la lotta iridata fuori causa: Lorenzo cade in gara, mentre Stoner è stoppato in questa e nelle successive due prove da problemi fisici. Dopo un passaggio a vuoto a Indianapolis, la settimana successiva, nel Gran Premio di San Marino, Rossi fa pole position e vince, precedendo i rivali diretti per il titolo Lorenzo e Pedrosa. Nel Gran Premio del Portogallo è relegato al quarto posto dai tre succitati rivali al titolo, rifacendosi a Phillip Island dove giunge secondo, dietro a Stoner, con Lorenzo fuori nelle prime fasi della gara; la sua giornata viene tuttavia condizionata da un lutto familiare: infatti era da poche ore a conoscenza del suicidio del patrigno.
Il cospicuo vantaggio guadagnato sul secondo in classifica Lorenzo, consente a Rossi di laurearsi per la nona volta campione del mondo nella gara successiva, in Malesia: in una giornata caratterizzata dal maltempo, conclude al terzo posto, dopo esser partito dalla pole, dietro a Stoner e Pedrosa ma davanti a Lorenzo. Il 25 ottobre 2009, dopo la conquista del suo nono alloro mondiale, Rossi eguaglia Carlo Ubbiali e Mike Hailwood, conseguendo un numero di titoli mondiali inferiore solo a quelli vinti, fin lì, da Giacomo Agostini e Ángel Nieto. La stagione si conclude con la piazza d'onore, alle spalle di Pedrosa e davanti al compagno di squadra, a Valencia.
L'infortunio (2010)

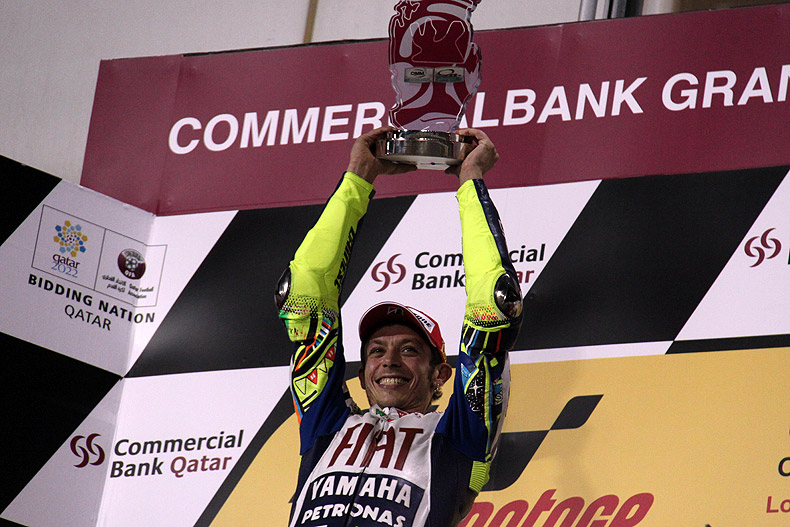
Rossi festeggia la vittoria nel Gran Premio del Qatar 2010

Il motomondiale 2010 inizia con una vittoria in Qatar, davanti a Lorenzo e ad Andrea Dovizioso del team ufficiale HRC; una vittoria favorita anche dalla caduta di Stoner, che sino ad allora era al comando della gara. In Spagna si classifica terzo, mentre in Francia arriva secondo dopo essere partito dalla pole position. Questo ruolino s'interrompe il 5 giugno, durante le prove del Gran Premio d'Italia al Mugello, in cui Rossi viene disarcionato dalla sua Yamaha, riportando la frattura scomposta ed esposta di tibia e perone, infortunio per il quale subisce un intervento chirurgico presso il CTO di Firenze: nonostante si prospettino lunghi tempi di recupero (la prognosi iniziale era di almeno due mesi), Rossi torna in sella alla moto, sebbene ancora claudicante e costretto all'utilizzo delle stampelle, già dopo poco più di un mese. Tuttavia l'infortunio non gli consente di prendere parte a quattro Gran Premi (in cui è sostituito dal collaudatore Wataru Yoshikawa), perdendo così punti preziosi in classifica generale.

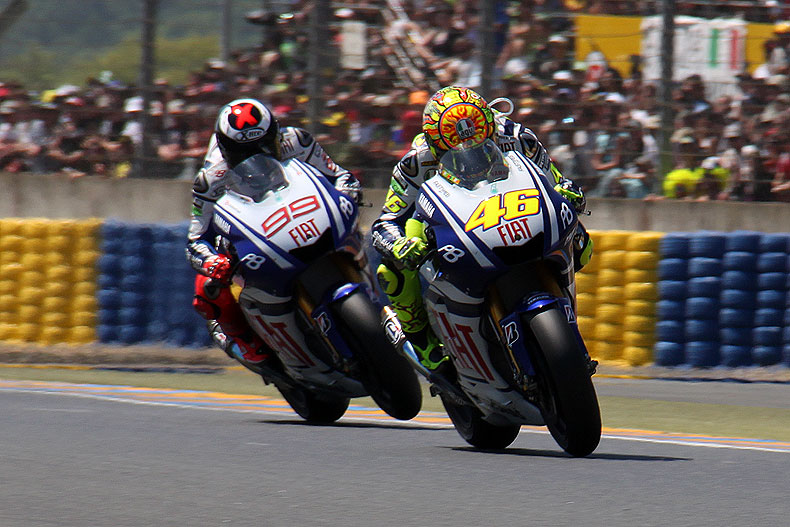
Rossi precede Jorge Lorenzo durante una fase di gara del Gran Premio di Francia 2010

Il ritorno alle competizioni avviene il 18 luglio al Sachsenring, dove ottiene un quarto posto, dopo un'accesa lotta con Stoner, negli ultimi giri della gara, per il gradino più basso del podio; quindi la settimana successiva, nel Gran Premio degli Stati Uniti, riesce a ottenere un terzo posto. Al termine della pausa estiva, Rossi ritorna sul podio con il terzo posto di Misano, al termine di una gara funestata dalla morte di Shōya Tomizawa a seguito dei gravi traumi riportati in un incidente di Moto2.
Al debutto assoluto nel Gran Premio d'Aragona, disputato in sostituzione della prova ungherese, giunge sesto. Nella gara successiva, a Motegi, Rossi, dopo un duello serrato con Lorenzo, riesce a salire sul gradino più basso del podio, mentre la settimana seguente in Malesia torna a vincere, precedendo sul traguardo Dovizioso e Lorenzo, quest'ultimo laureatosi matematicamente campione del mondo. È terzo in Australia una settimana dopo, mentre in Portogallo occupa la piazza d'onore. Conclude il motomondiale 2010 conquistando il gradino più basso del podio al Gran Premio della Comunità Valenciana, piazzamento che gli vale il terzo posto nella classifica iridata dopo Lorenzo e Pedrosa, e immediatamente davanti a Stoner.
Il 2010 segna, soprattutto, la fine della prima esperienza in Yamaha: nel corso dell'anno, infatti, sono andate ad acuirsi sempre più le frizioni, sia verbali sia in pista, col compagno di team Lorenzo, portando i rispettivi staff tecnici a vivere in pratica da separati in casa all'interno del box Yamaha, come fossero due rivali di marca. Ritrovatosi scalzato dallo spagnolo anche nelle gerarchie della casa giapponese, già in piena estate, nel dopo-gara di Brno, era stato ufficializzato il prossimo passaggio di Rossi alla Ducati.

###### Ducati (2011-2012)

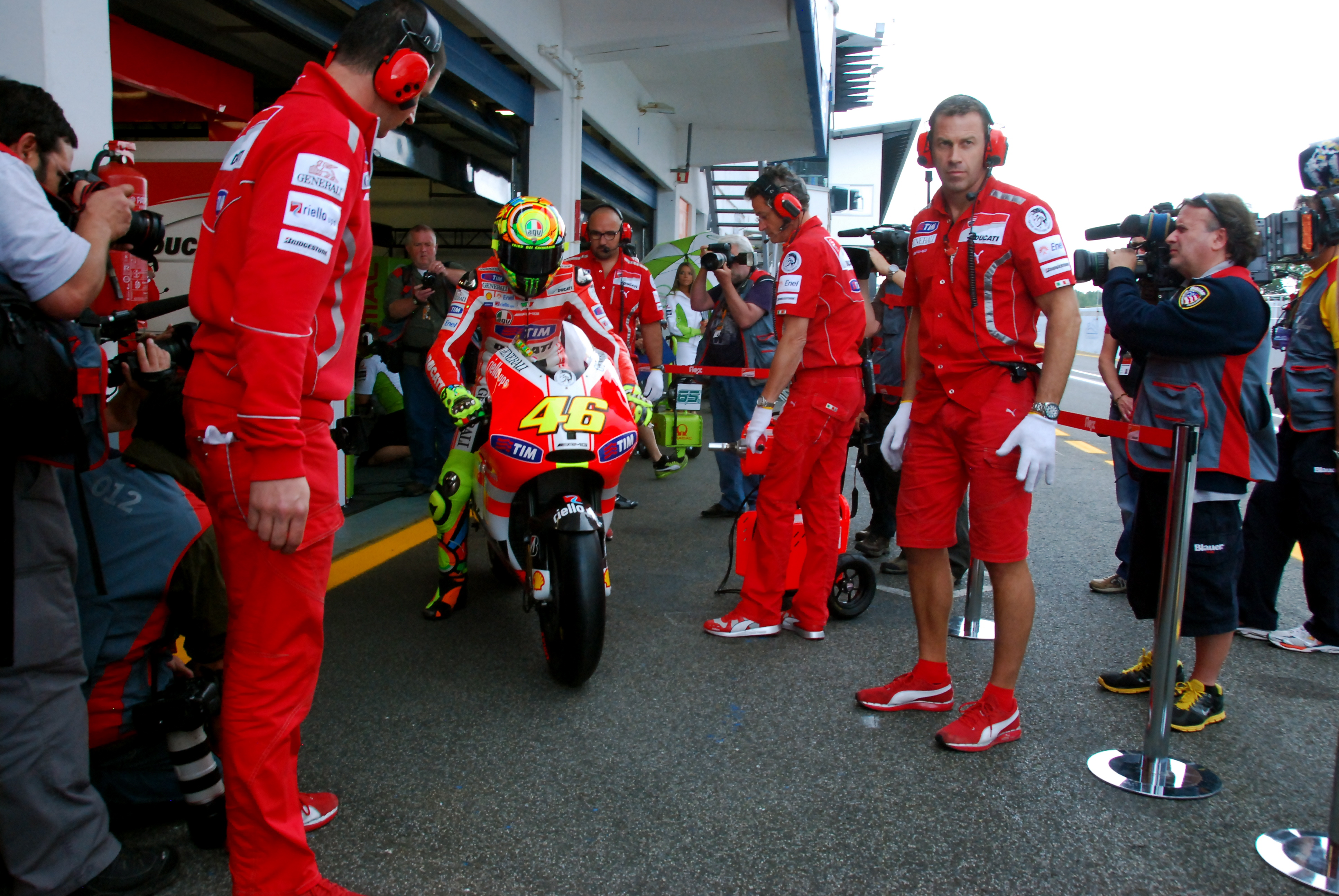
Rossi esce dai box in sella alla Ducati Desmosedici, durante dei test all'Estoril nell'aprile 2011

Approdato a Borgo Panigale con la prospettiva di dare vita a «un accoppiamento tutto italiano» e vittorioso «come lo era stato quello fenomenale tra Agostini e la MV Agusta», tali aspettative saranno però seccamente smentite dal verdetto della pista: nel biennio trascorso in Ducati, decisamente tribolato e avaro di soddisfazioni, il pesarese non ottiene alcuna vittoria, collezionando come massimo bottino appena tre podi. Rossi non riesce ad adattarsi allo stile della Desmosedici, una moto all'epoca decisamente impulsiva nella guida, costringendo l'italiano e il compagno di squadra Hayden ad adottare rischiose e spesso infruttuose condotte di gara. Nonostante il pesante rinnovamento apportato alla moto bolognese per il 2012 – molto discusso tra il popolo ducatista poiché metteva da parte quello che era uno dei tratti distintivi del prototipo bolognese, ovvero il concetto di motore portante –, la cosa non sortisce effetti sul feeling di guida; a parere di Rossi, anche per l'atteggiamento del gruppo dirigente e tecnico di Borgo Panigale, restìo ad accogliere le richieste dei piloti.
Il motomondiale 2011 inizia con un settimo posto in Qatar, mentre per il suo primo podio con la Ducati, che rimarrà l'unico dell'anno, Rossi deve attendere Le Mans dov'è terzo al traguardo, alle spalle di Stoner e Dovizioso. Le grandi difficoltà che Rossi incontra nel cercare di domare l'irruenza della Desmosedici, ne falcidiano anche il corpo: su tutte, in Giappone cade e si ritira, subendo una frattura parziale al quinto dito della mano. A corollario di un anno negativo, il 23 ottobre 2011, durante il secondo giro del Gran Premio della Malesia, rimane coinvolto con Edwards nell'incidente che porta alla morte di Marco Simoncelli, suo amico, abituale compagno di allenamento oltreché rivale in pista. Due settimane dopo, chiuso con l'ennesimo ritiro dell'anno anche l'ultimo appuntamento di Valencia, conclude il campionato a un anonimo settimo posto; per la prima volta da quando gareggia nel motomondiale, inoltre, non riesce a vincere neanche una gara in stagione.

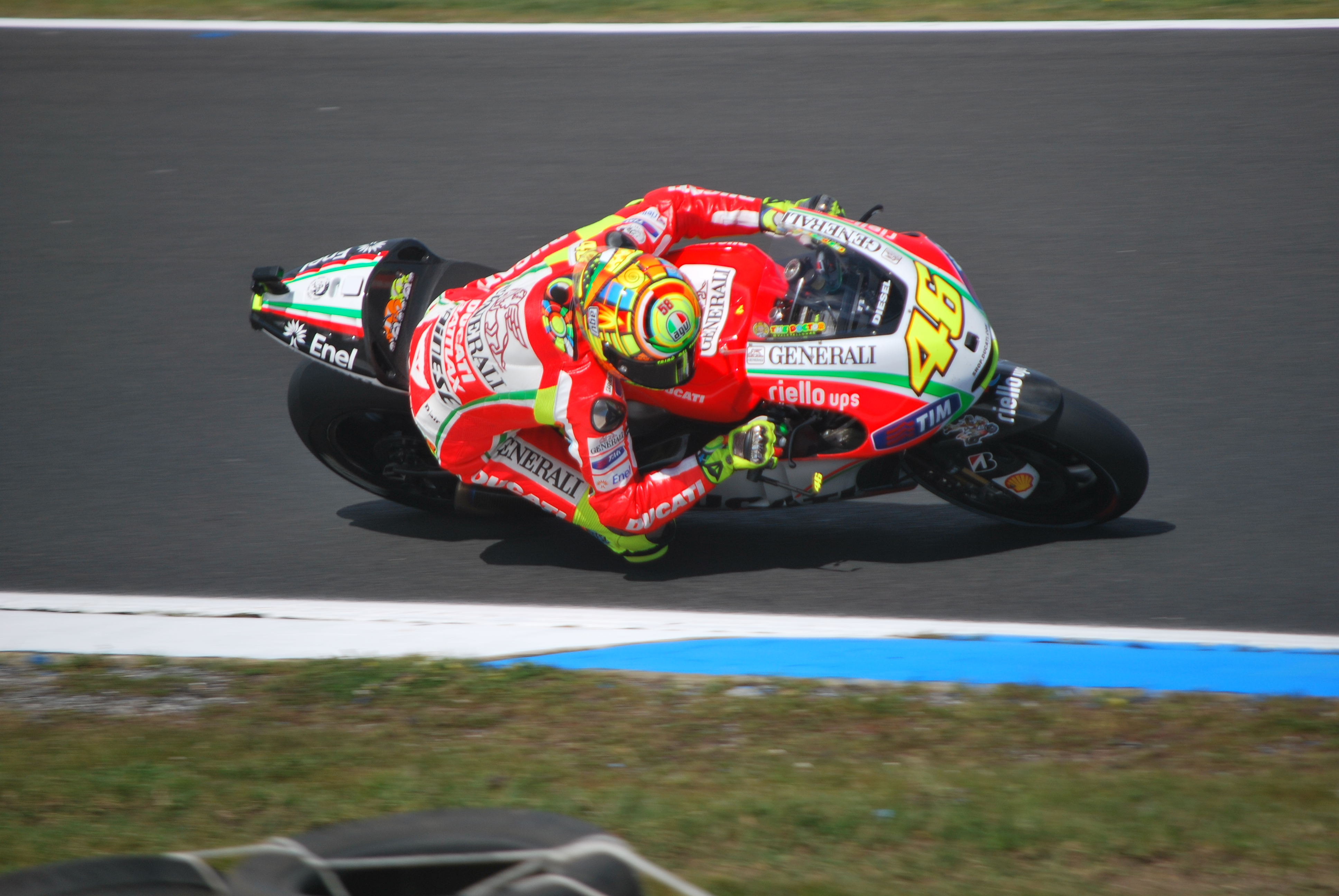
Rossi in azione nel Gran Premio d'Australia 2012

L'avvio del motomondiale 2012, con il regolamento MotoGP passato nel frattempo a una cilindrata di 1000 cm³, non mostra cambi di passo nel rapporto tra Rossi e la Ducati, con l'unica eccezione del Gran Premio di Francia dove, perlopiù sfruttando le particolari condizioni di gara bagnata, riesce ad artigliare un'insperata seconda posizione superando Stoner all'ultimo giro, ottenendo il primo podio stagionale che dedicherà all'amico Simoncelli recentemente scomparso. Preso atto di un fallimentare matrimonio, di fatto mai nato e ormai avversato da entrambe le parti, nell'estate 2012 la casa di Borgo Panigale ufficializza la fine del rapporto con Rossi al termine dell'anno; poco dopo la Yamaha comunica di aver trovato un accordo col pilota italiano per un suo ritorno alla casa giapponese. Prima di scendere dalla Desmosedici, Rossi trova il tempo di ottenere il secondo e ultimo podio stagionale a Misano, dove chiude secondo, terminando infine la stagione al sesto posto. Durante questo difficile biennio, si afferma comunque quale migliore ducatista quanto a risultati.

###### Il ritorno in Yamaha (2013-2021)
Di nuovo ad alti livelli (2013-2014)

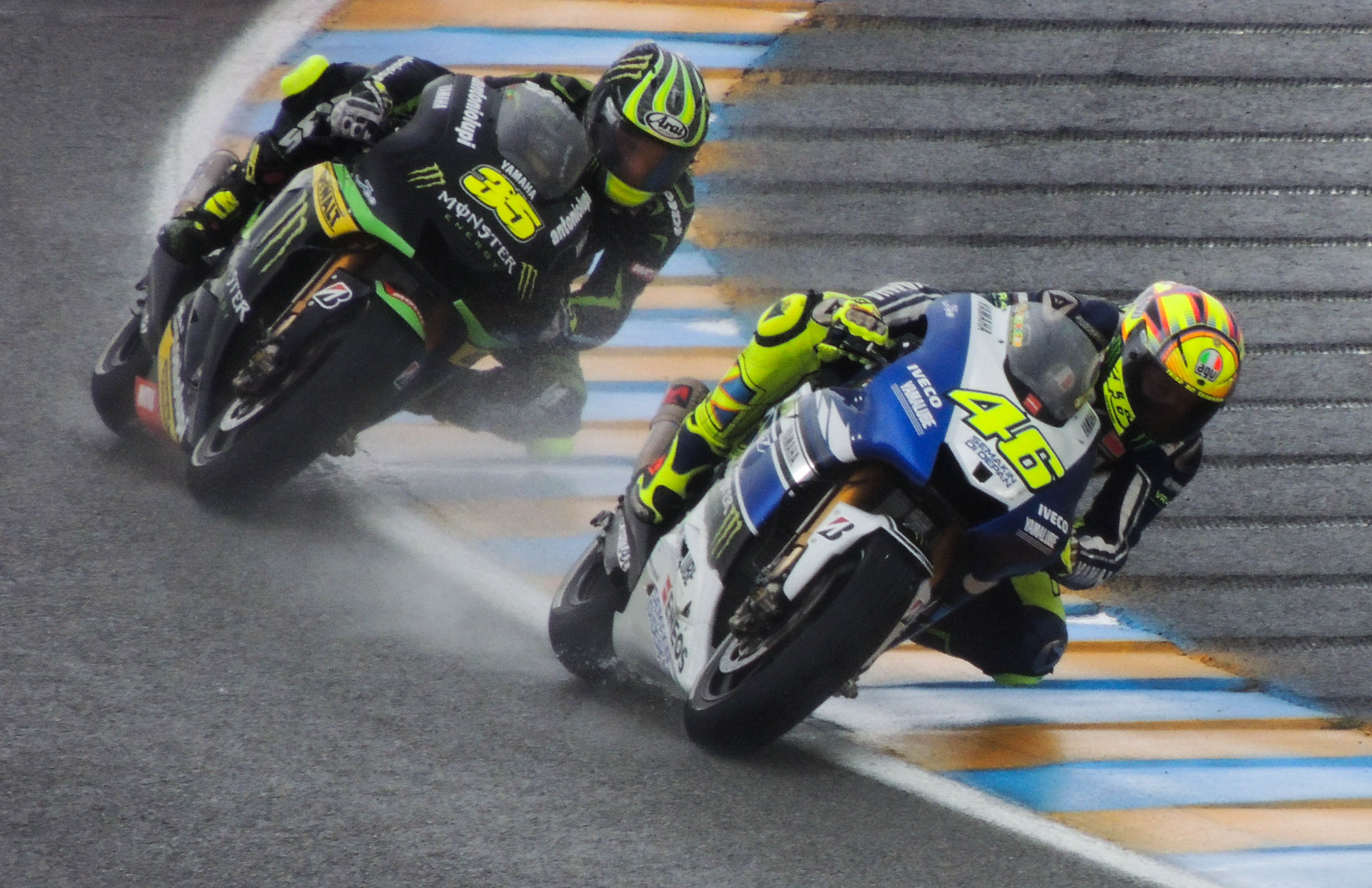
Rossi precede Cal Crutchlow durante il Gran Premio di Francia 2013

Dopo l'incolore biennio in Ducati, il motomondiale 2013 vede Rossi di nuovo in sella alla Yamaha, casa dove riesce a tornare, nonostante il burrascoso addio del 2010 e conseguente, iniziale veto posto dai vertici di Iwata, grazie soprattutto all'opera di mediazione del direttore tecnico Lin Jarvis; qui va nuovamente a far coppia con Lorenzo, campione in carica.
Al debutto stagionale, il 7 aprile in Qatar, ottiene il secondo posto proprio dietro al compagno di squadra, e davanti all'esordiente Márquez. Non è tuttavia fortunato negli appuntamenti seguenti, ritornando tra i primi solamente ad Assen dove trova quella che rimarrà l'unica vittoria della stagione, imponendosi su Márquez e Crutchlow. Chiude le successive tappe al Sachsenring e a Laguna Seca entrambe al terzo posto, prima di essere relegato a un'altra serie di piazzamenti a punti. Torna sul podio solo sul finire del campionato, in Aragona e in Australia, concludendo l'anno al quarto posto finale, a 237 punti in classifica; il piazzamento rispecchia l'andamento globale della stagione, con Rossi spesso lontano dalla lotta al vertice che vede protagonista il trio spagnolo Lorenzo-Márquez-Pedrosa.

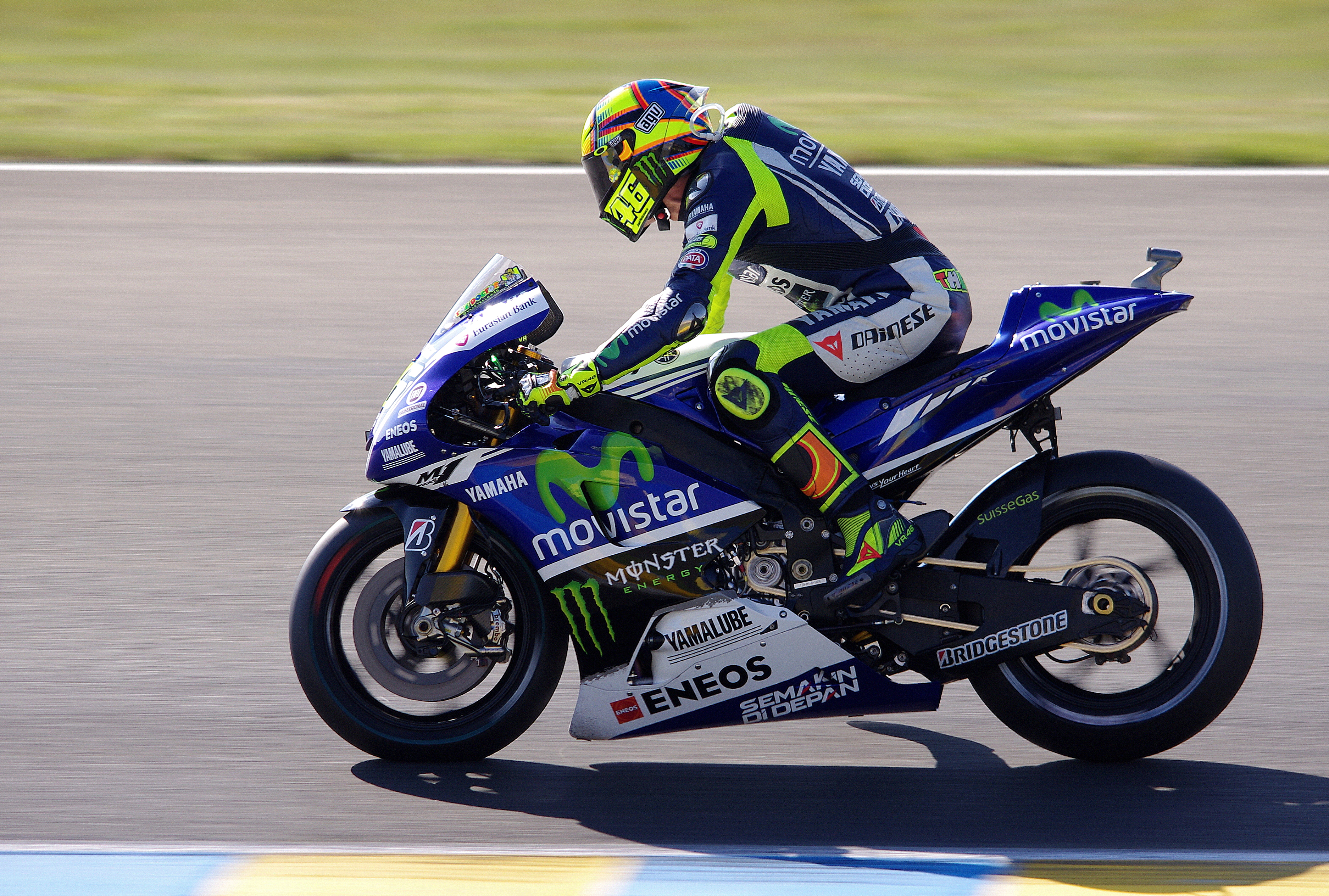
Rossi impegnato nel Gran Premio di Francia 2014

Nella gara d'esordio del motomondiale 2014 giunge secondo in Qatar, dietro al campione del mondo Márquez. Infila poi una serie di quattro podi consecutivi che permettono a Rossi d'issarsi al secondo posto della classifica generale; in particolare, con la terza piazza in Italia, taglia il traguardo dei 300 Gran Premi in carriera. Sale sul terzo gradino anche a Indianapolis, a Brno e a Silverstone, prima di tornare al successo, dopo un anno, a Misano dove trionfa davanti al compagno di squadra e a Pedrosa.
Vince per l'ultima volta in stagione in Australia, dopo nove anni dal suo ultimo successo a Phillip Island, piazzandosi davanti a Lorenzo e a Bradley Smith nel suo 250º Gran Premio in classe regina; un'affermazione, questa, arrivata tra un terzo posto in Giappone e una piazza d'onore in Malesia. Il secondo posto a Valencia con cui conclude il campionato, è anche quello finale in classifica generale, a quota 295 punti.
Un mondiale sfumato (2015)
Rinfrancato da un'annata che lo ha visto tornare ai suoi giorni migliori, il motomondiale 2015 si apre per Rossi col successo in Qatar, al termine di una gara che vede il podio completato dai connazionali Dovizioso e Andrea Iannone: un risultato che non capitava dalla gara giapponese del 2006, quando Rossi arrivò secondo dietro a Capirossi e davanti a Melandri. Nel Gran Premio delle Americhe giunge terzo, ottenendo il suo primo podio in carriera su questo tracciato, quindi in Argentina, dopo una rimonta dall'ottava casella della griglia, trionfa avendo la meglio su Márquez dopo un serrato duello nei giri conclusivi. Si conferma sul podio giungendo, nelle quattro successive prove, secondo in Francia e Catalogna, e terzo in Spagna – festeggiando nell'occasione il podio n. 200 in carriera – e Italia. Torna davanti a tutti ad Assen conquistando pole position e gara, davanti a Márquez e Lorenzo. Segue un filotto di terzi posti in Germania, Indianapolis e Repubblica Ceca; in particolare, il podio al Sachsenring gli permette di stabilire, con 18 anni e 342 giorni, il record per il più lungo intervallo di tempo trascorso tra il primo e l'ultimo podio nel motomondiale, superando il precedente primato che Ángel Nieto deteneva dal 1986.

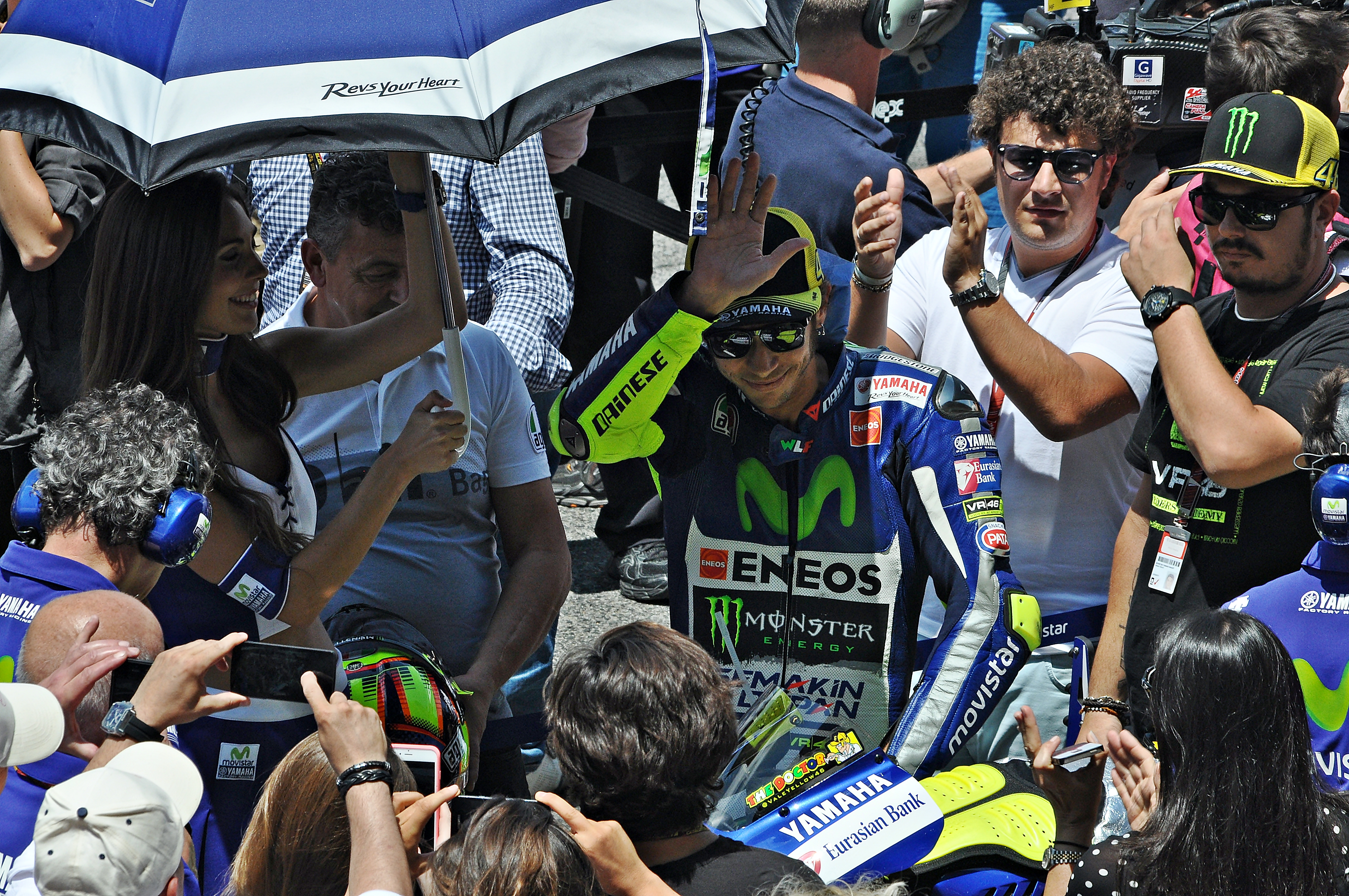
Rossi saluta il pubblico sulla griglia di partenza, prima del via al Gran Premio di Catalogna 2015

Torna alla vittoria in Gran Bretagna, davanti agli altri due piloti italiani Danilo Petrucci e Dovizioso: coglie nell'occasione la sua prima affermazione a Silverstone, che porta a 23 i circuiti della MotoGP dove il pesarese ha trionfato almeno una volta in carriera. Chiudendo quinto a Misano, per la prima volta in stagione non sale sul podio, interrompendo una striscia positiva che durava da sedici gare. Riprende la marcia ad Aragona dove chiude terzo: un piazzamento che contribuisce a dare alla Yamaha il titolo mondiale destinato alle squadre, successo che mancava al team giapponese dal 2010. In Giappone giunge secondo dietro al solo Pedrosa, mentre a Phillip Island chiude a ridosso del podio, quarto; in Australia disputa nell'occasione il suo 328º Gran Premio nel motomondiale, eguagliando il record appartenuto fino ad allora a Capirossi.
In Malesia giunge terzo dietro Pedrosa e Lorenzo, ma dopo essere stato protagonista di un serrato e aggressivo duello con Márquez, al termine del quale quest'ultimo cade, in un contatto sospetto con l'italiano: a fine gara la Direzione sanziona Rossi il quale è di conseguenza costretto, nella gara conclusiva di Valencia, a partire dalla 26ª e ultima posizione. Benché con ancora sette punti di vantaggio sul più diretto rivale al titolo, Lorenzo, questo handicap compromette fortemente la possibilità per Rossi di portare a casa il mondiale: partendo dal fondo, riesce a recuperare ventidue posizioni e a tagliare il traguardo al quarto posto, tuttavia insufficiente stante la contemporanea vittoria di Lorenzo, iridato per appena cinque punti sull'italiano.
Gli ultimi lampi (2016-2018)

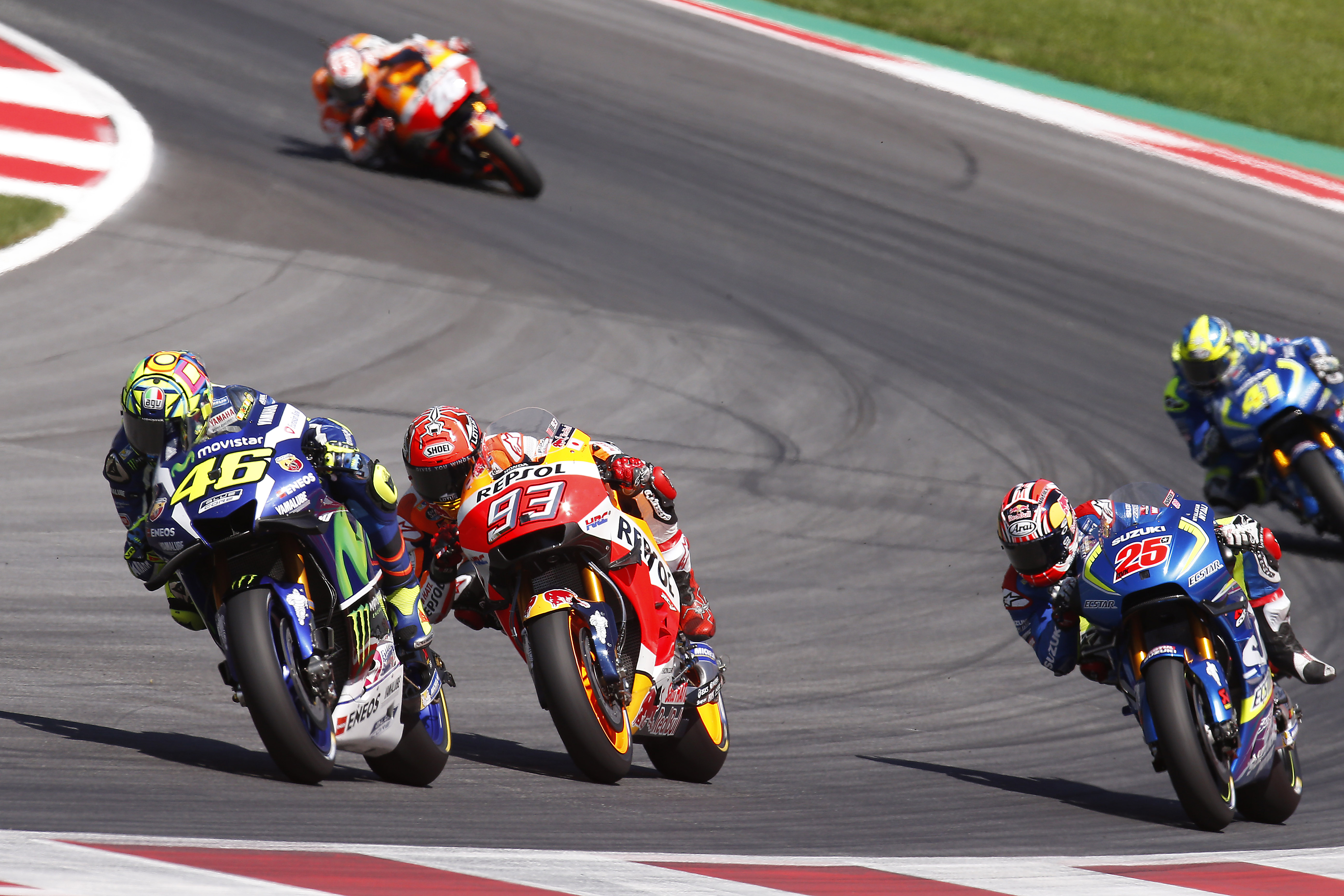
Da sinistra: Rossi alle prese con Marc Márquez e Maverick Viñales durante il Gran Premio d'Austria 2016

In avvio del motomondiale 2016 giunge secondo in Argentina e trionfa a Jerez, dove scatta dalla pole position e vince la gara mantenendo la testa del Gran Premio dal primo all'ultimo giro, conseguendo un hat trick che mancava dalla gara di Misano del 2009. In Francia parte dalla settima casella ed è autore di una rimonta fino alla seconda posizione, firmando il giro più veloce della gara. Prima della pausa estiva trova il tempo di vincere anche in Catalogna, conquistando la decima vittoria personale a Montmelò. Per tornare sul podio deve attendere le tappe di Brno e Misano, dove si piazza al secondo posto, e quelle di Silverstone e Aragona, chiuse in terza posizione.
A Motegi ottiene la terza e ultima pole stagionale, ma in gara incappa nel quarto ritiro stagionale: un negativo ruolino che non gli permette d'insidiare seriamente il capoclassifica Márquez. Dopo due ulteriori piazze d'onore a Phillip Island, dov'è artefice di una rimonta dal quindicesimo posto in griglia, e a Sepang, raggiunge a fine campionato la seconda posizione in classifica generale.

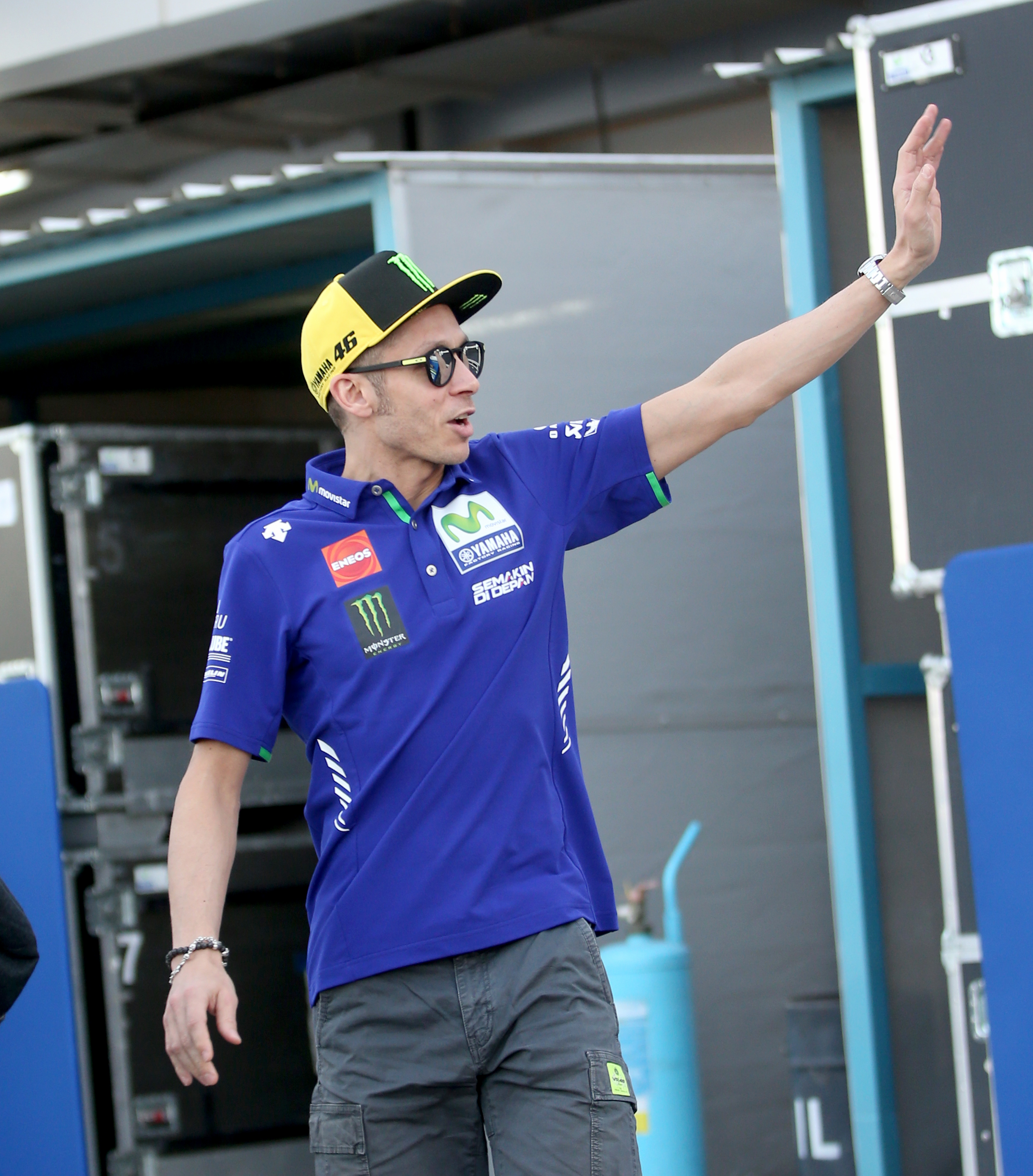
Rossi saluta i tifosi nel weekend del Gran Premio del Qatar 2017

Inizia il motomondiale 2017 con un terzo posto in Qatar, dopo essere scattato decimo dallo schieramento, e un secondo posto in Argentina, peraltro festeggiando a Termas de Río Hondo i suoi 350 Gran Premi nel motomondiale. Ottiene la piazza d'onore anche ad Austin, risultato che gli consente di tornare temporaneamente in testa al mondiale, cosa che non gli accadeva dalla tappa malese di due anni prima. Tuttavia, le prove opache inanellate nei successivi tre appuntamenti, fanno perdere a Rossi la leadership iridata. Si riscatta ad Assen, tornando alla vittoria dopo un anno e conquistando nell'occasione la sua 115ª affermazione internazionale, a quasi 21 anni dal primo successo: a 38 anni e 129 giorni, diventa inoltre il più anziano vincitore nella storia della MotoGP, scavalcando dopo undici anni Troy Bayliss il quale aveva trionfato a Valencia a 37 anni e 213 giorni; è anche il più vecchio italiano a ottenere un successo nella top class, scalzando Nello Pagani il quale, nella classe 500, aveva primeggiato nel Gran Premio delle Nazioni 1949 a 37 anni e 328 giorni.
Dopo la gara olandese, non riesce ad andare al di là della zona punti, tornando sul podio solo a Silverstone dove festeggia le 300 partenze in classe regina arrivando terzo al traguardo. L'ultimo piazzamento della stagione matura in Australia, dove chiude secondo. Il quinto posto di Valencia, nell'ultima gara stagionale, è anche quello con cui conclude il campionato.

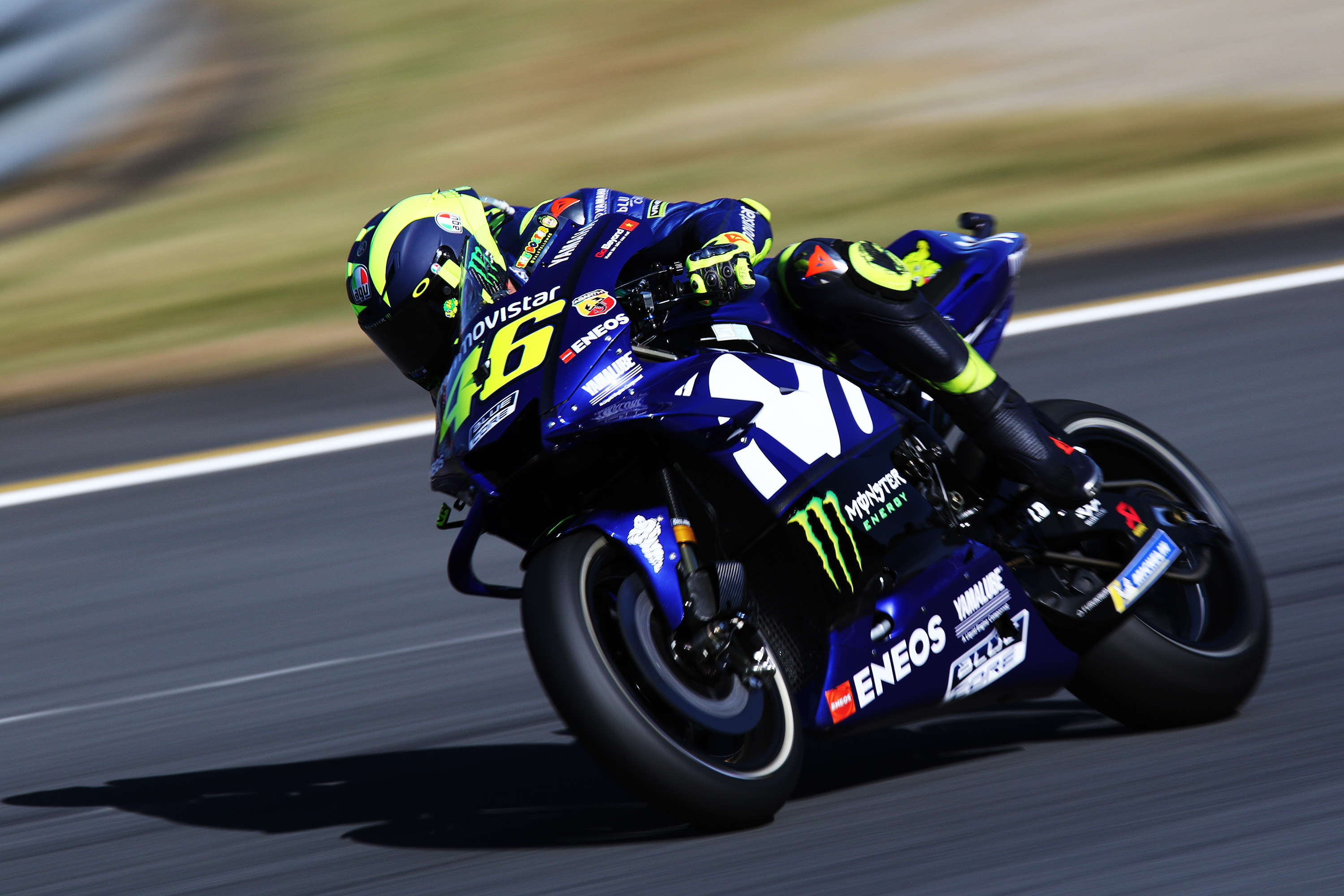
Rossi in piega nel warm up del Gran Premio del Giappone 2018

Il motomondiale 2018 vede Rossi in risalita nella classifica generale, chiusa al terzo posto grazie a una buona costanza di rendimento, tuttavia rimanendo lontano dall'insidiare la lotta al titolo fra Márquez e Dovizioso. Torna suo malgrado a chiudere una stagione senza vittorie, ottenendo come massimo risultato la piazza d'onore al Sachsenring, più una serie di terzi posti in Qatar, Francia, Italia – dove ottiene anche la pole position, cosa che non gli accadeva dal Gran Premio del Giappone 2016 – e Catalogna. Degno di nota anche il quarto posto di Brno, piazzamento che gli permette di diventare il primo pilota a superare i 6 000 punti in carriera nel motomondiale.
Parabola discendente e ritiro (2019-2021)
Inizia in maniera positiva il motomondiale 2019 con due secondi posti in Argentina e in Texas, ma prima che sopraggiunga la pausa estiva non riesce ad andare al di là di qualche piazzamento in zona punti, incappando anche in tre ritiri consecutivi tra il Mugello, Montmeló e Assen. Non riuscendo a risolvere i problemi circa lo sviluppo della sua moto, si ritrova a vivere una seconda parte di campionato deludente, lontano dalle posizioni di testa, a differenza dei più giovani compagni di marca Fabio Quartararo e Maverick Viñales capaci di ottenere il meglio dalla Yamaha in stagione; in questa fase, Rossi si segnala solo per raggiungere, in occasione della trasferta in Australia, il traguardo dei 400 Gran Premi in carriera. A fine campionato replica il suo fin lì peggiore piazzamento della carriera in top class, risalente alla stagione 2011 in Ducati, chiudendo al settimo posto della graduatoria.

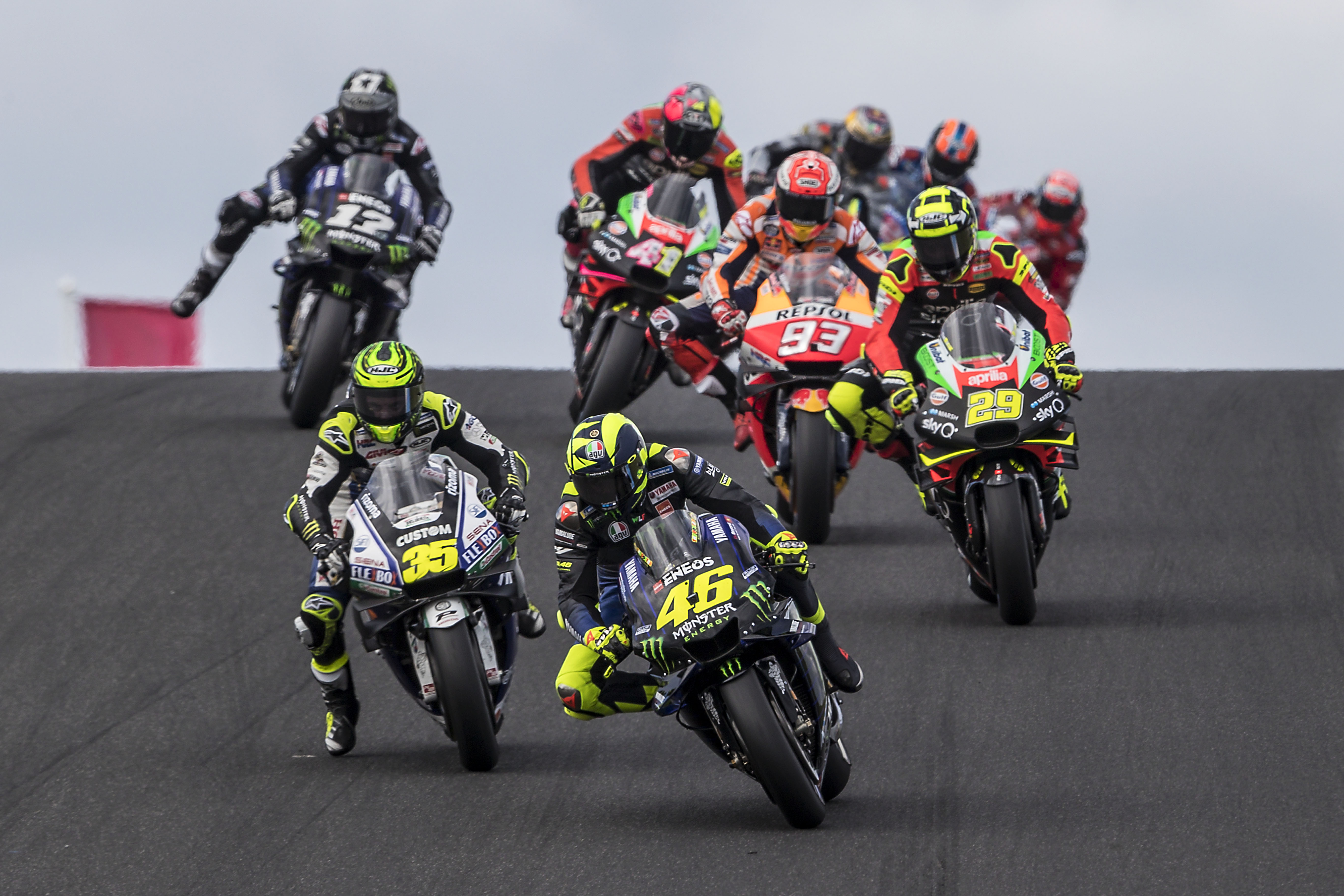
Rossi guida il gruppo nelle fasi iniziali del Gran Premio d'Australia 2019

Con il motomondiale 2020, disputato in un format d'emergenza a causa della sopraggiunta pandemia di COVID-19, Rossi ha ormai perso la leadership tecnica all'interno del box giapponese in favore dei più giovani e veloci compagni di marca, Quartararo, Viñales e Franco Morbidelli, quest'ultimo un prodotto della sua academy. Comincia discretamente con un terzo posto in Andalusia che però rimarrà del tutto episodico nel corso del suo campionato, ben presto avviatosi su anonimi piazzamenti a punti; una situazione che vede il pesarese ultimo degli yamahisti in griglia, al contrario degli altri alfieri di Iwata che a fine campionato porteranno la YZR-M1 a totalizzare più vittorie di tutte le moto rivali. Ancora peggiore si rivela la seconda parte di stagione, in cui Rossi non riesce mai a entrare nella top ten e per giunta incappa in una serie nera di quattro Gran Premi conclusi con un ritiro (cosa mai accadutagli prima in carriera), ulteriormente inframezzata dalle assenze forzate negli appuntamenti d'Aragona e di Teruel per la positività al SARS-CoV-2. Quello del 2020, che segna peraltro il suo secondo e stavolta definitivo addio al team ufficiale Yamaha, si rivela un vero e proprio annus horribilis per Rossi il quale scivola in classifica generale fino al quindicesimo posto.

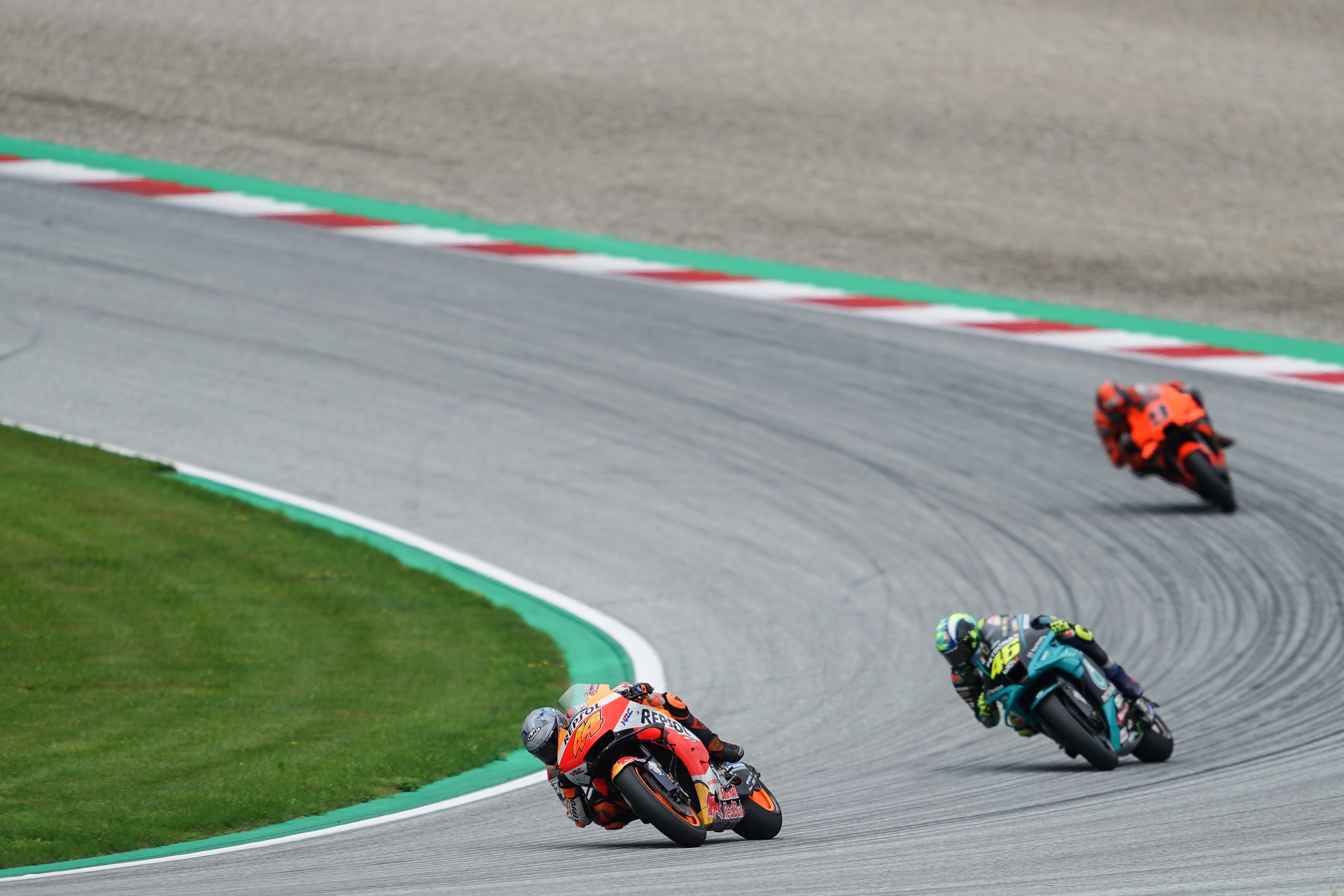
Rossi, con i colori del Petronas Yamaha SRT, segue Pol Espargaró e precede Danilo Petrucci nel Gran Premio di Stiria 2021

Il motomondiale 2021 vede Rossi approdare al team satellite Petronas Yamaha SRT, trovando come compagno di squadra inizialmente il suo allievo Morbidelli, poi promosso a stagione in corso nel team ufficiale, e successivamente il rientrante Dovizioso. Il cambio di box non sortisce effetti circa la competitività del pesarese il quale, nel corso di un campionato in cui peraltro si ritrova a condividere la pista con il fratello Luca Marini, peggiora ulteriormente il ruolino degli anni più recenti: pressoché abbonato alle retrovie, ottiene come migliore piazzamento un anonimo ottavo posto in Austria mentre, come apice negativo, in Emilia-Romagna è suo malgrado autore della peggiore qualifica della carriera con un ventitreesimo e ultimo posto in griglia. Anche in ragione di questa situazione, e rinunciando a un possibile futuro in seno al proprio team, nell'agosto 2021 Rossi annuncia il ritiro dalle corse alla fine della stagione.
Nonostante un campionato chiuso mestamente al diciottesimo posto, il suo peggiore piazzamento di sempre nel motomondiale, gli ultimi Gran Premi della stagione si trasformano in un «lungo addio» per Rossi, sintomo di una personalità che in 25 anni di carriera ha superato i confini del motomondiale per assurgere come vera e propria «icona», sportiva e non, tra le più importanti della sua epoca; il giorno stesso della sua ultima apparizione in pista, a Valencia, dove per l'ultima volta riesce a chiudere una gara in top ten, viene inserito nella MotoGP Hall of Fame.

##### Rivalità
Nel corso della sua ventennale carriera motociclistica Rossi ha avuto modo di gareggiare con due diverse generazioni di piloti, circostanza che l'ha portato ad affrontare numerosi avversari e ad essere protagonista di varie rivalità, talvolta semplicemente sul piano sportivo, altre volte spintesi a livello personale.

###### Anni 90 e 2000: Capirossi, Biaggi e Gibernau

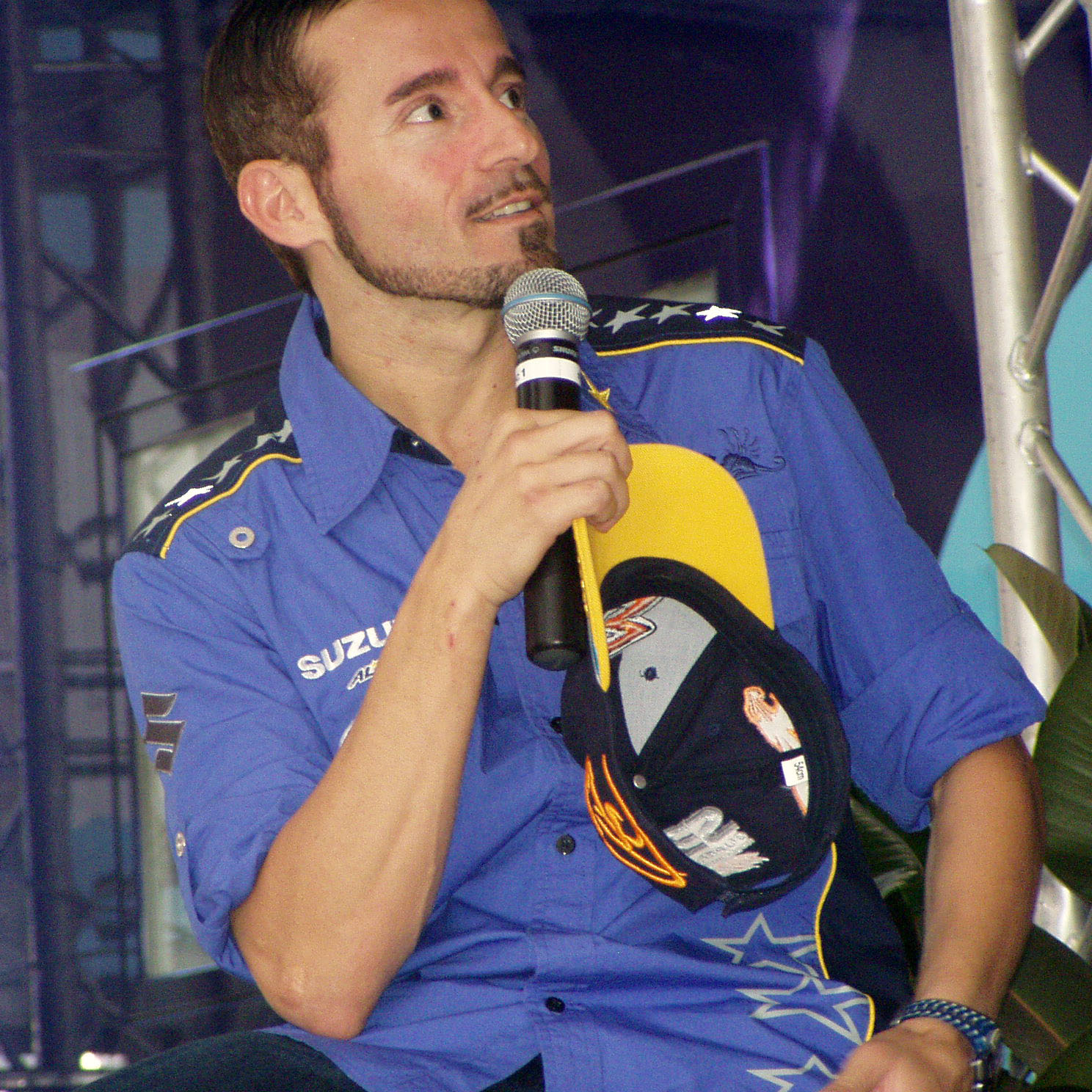
Max Biaggi è stato il principale rivale in pista di Rossi: i due piloti italiani hanno dato vita per anni a un'accesa sfida sportiva, che ha catalizzato l'interesse di tifosi e media attorno al motomondiale

Durante la prima parte della carriera, a cavallo degli anni 90 e 2000, Valentino si è ritrovato spesso a dar battaglia in pista con i connazionali Loris Capirossi e Max Biaggi, formando un trio di piloti al tempo ai vertici della disciplina: «i tre moschettieri», come li soprannominerà la stampa nazionale, daranno vita a una rivalità che culmina nella stagione 2001, quando il trio monopolizza i primi tre posti della classe 500, e con Rossi a cogliere il suo primo titolo nella classe regina. Tuttavia, mentre la rivalità con Capirossi si mantiene sempre sul piano della correttezza in gara e della cordialità fuori dai circuiti, quella con Biaggi – l'altro principale pilota italiano dell'epoca – deflagra immediatamente in un acceso dualismo dentro e fuori la pista, finendo per anni al centro dell'attenzione degli appassionati e della stampa specializzata internazionale (che la definisce presto uno «spaghetti duel»), contribuendo non poco a tener viva la popolarità del motomondiale a cavallo di II e III millennio.
La rivalità Biaggi-Rossi – la più importante delle rispettive carriere – è caratterizzata nei primi anni da grande acredine nonché forti scontri, sia verbali attraverso la stampa, sia fisici durante lo svolgimento delle gare, con comportamenti anche piuttosto duri da parte dei due piloti. Un dualismo nato alla vigilia della stagione 1998, in cui la scintilla viene fatta ricondurre a una frase proferita dal pilota romano a Suzuka – «prima di parlare con me, sciacquati la bocca» – e indirizzata al pesarese il quale aveva appena ereditato l'Aprilia 250 guidata negli anni precedenti dal connazionale, e che raggiunge l'apice a Barcellona nel 2001, al termine della gara della mezzo litro, quando i due piloti vengono alle mani (coinvolgendo membri dei rispettivi entourage nonché addetti del circuito) nei momenti precedenti la cerimonia del podio; in precedenza, sempre in quel 2001, in Giappone era avvenuto uno degli episodi più famosi nella querelle tra Biaggi e Rossi, quando nel corso della gara dapprima il romano aveva superato il rivale allargando scorrettamente e vistosamente il braccio, facendo rischiare al pesarese una caduta agli oltre 200 all'ora, e pochi giri dopo lo stesso Rossi aveva restituito a Biaggi il sorpasso mostrandogli nell'occasione, in diretta televisiva, il dito medio.

Rossi (a sinistra) scherza con Loris Capirossi sul podio di Imola nel 1999

Da qui in avanti, pur continuando a esistere, i dissidi tra i due si affievoliscono sempre più in una sorta di «tregua armata», anche in coincidenza con l'entrata di Biaggi, di otto anni più anziano, nel tramonto della carriera (nonché con il passaggio di quest'ultimo nel Mondiale Superbike); dopo il ritiro agonistico del pilota romano, addirittura, entrambi gli ex duellanti si sono lasciati alle spalle gli attriti del passato rendendosi protagonisti di una certa distensione nei rispettivi confronti.
Nei primi anni 2000 emerge poi il fugace dualismo con Sete Gibernau, con il quale l'italiano si contende i primi mondiali della neonata Classe MotoGP. Una rivalità nata quasi per caso, tanto che inizialmente i due paiono, se non «amici», comunque in buoni rapporti; questo sin quando lo spagnolo, con le sue sempre più frequenti vittorie nel corso della stagione 2004, comincia a insidiare la leadership di Rossi fino ad arrivare alle qualifiche del Gran Premio del Qatar, con i due in piena lotta per il titolo, quando una «spiata» dello spagnolo alla direzione gara costringe il pesarese a retrocedere all'ultima fila della griglia, dopo che il clan di questi aveva in precedenza cercato di "gommare" la piazzola di partenza di Rossi dopo una scialba qualifica.
Il breve scontro tra i due si chiuderà di fatto all'ultima curva del Gran Premio di Spagna 2005, gara inaugurale della stagione, in cui Rossi conquista la vittoria grazie a una controversa «spallata» che gli vale il sorpasso sullo spagnolo: l'episodio finisce per essere fatale più a livello psicologico che non fisico a Gibernau, il quale da lì in avanti non vince più una gara né riesce a rimanere ai vertici della categoria, chiudendo così un dualismo sportivo mai davvero radicato.

###### Anni 2000 e 2010: Stoner, Lorenzo e Márquez

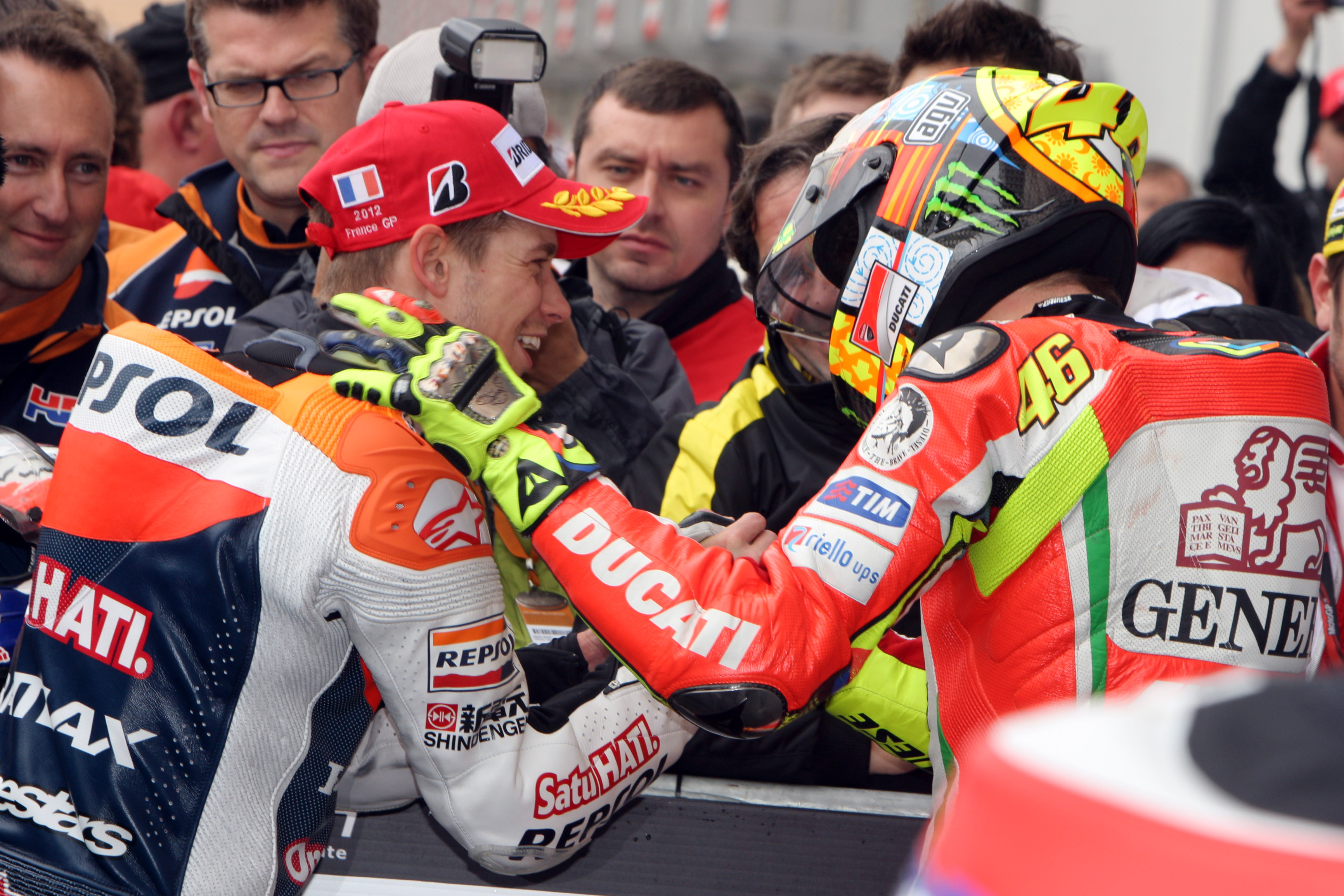
Rossi (a destra) e Casey Stoner si scambiano complimenti al termine di Le Mans 2012

Più accesa è invece la contrapposizione tra Rossi e Casey Stoner nella parte centrale del decennio, arrivata a un punto di non ritorno in occasione della gara di Laguna Seca 2008, anche stavolta per via di un sorpasso del pesarese ai limiti del regolamento, sfruttando la parte esterna della pista (una furbizia che sarà in seguito vietata dai regolamenti): già critico in passato nei confronti delle condotte di gara del rivale, da qui in avanti l'australiano aumenterà ancor più lo scontro mediatico con l'italiano, che prosegue anche dopo il suo ritiro dalle corse.

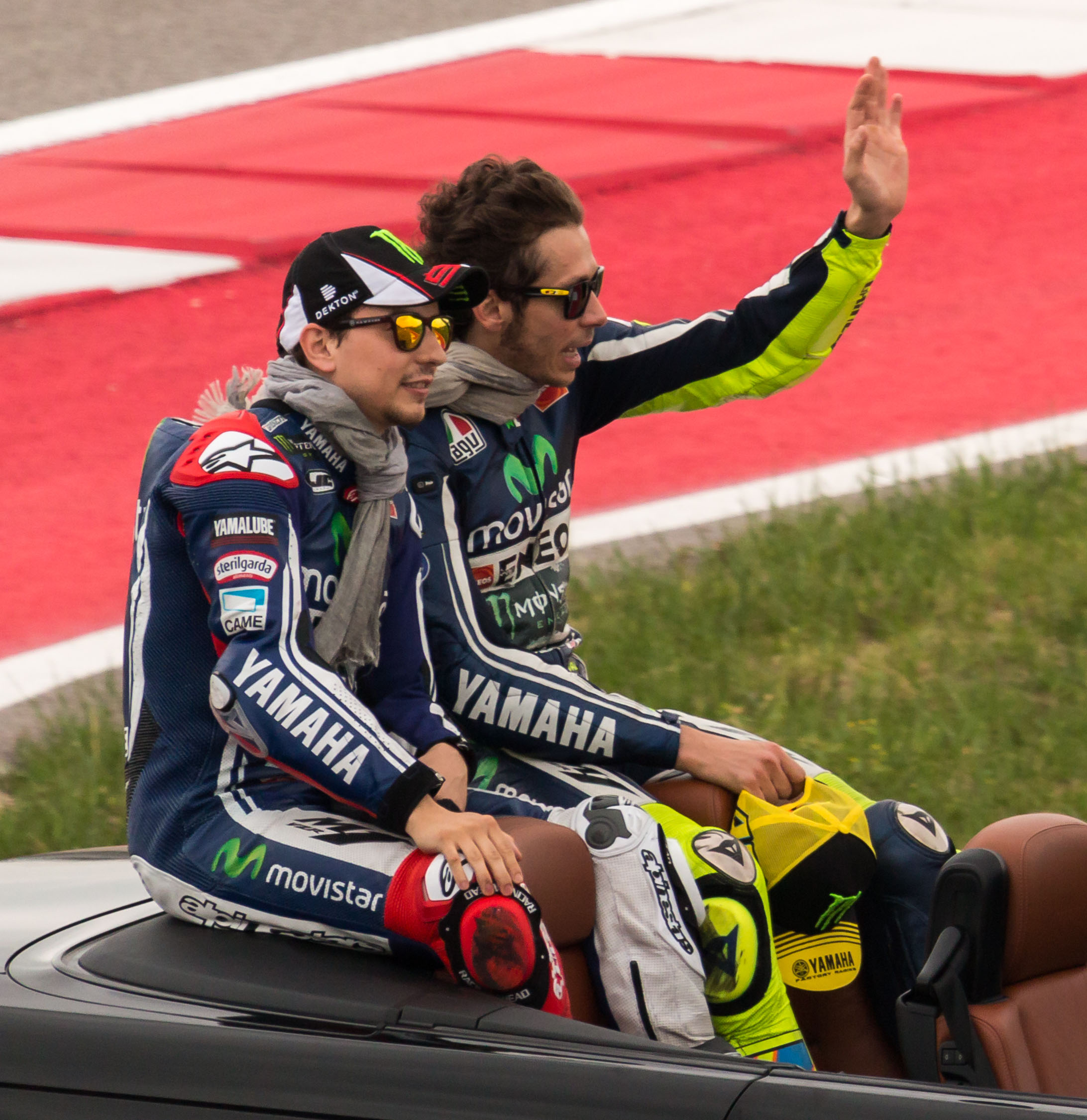
Rossi (a destra) e Jorge Lorenzo, rivali e compagni di squadra in Yamaha, sfilano ad Austin nel 2014

A cavallo degli anni 2000 e 2010 il principale rivale in pista di Rossi diventa per la prima volta un compagno di scuderia, Jorge Lorenzo. All'inizio della loro coabitazione nel team Yamaha, nel 2008, i due piloti non nascondono una reciproca insofferenza – dettata sia dalla competizione tra i diversi gommisti che li equipaggiano, sia dal ritrovarsi entrambi in lotta per il titolo mondiale –: una situazione che porterà i vertici di Iwata alla decisione di «alzare un muro di separazione nel box», come se l'italiano e lo spagnolo corressero per due case concorrenti. In pista il dualismo si mantiene invece sui binari di una sostanziale correttezza, come l'anno seguente a Barcellona quando il pesarese, all'ultima staccata, con un'entrata al limite compie ai danni del maiorchino un «sorpasso considerato impossibile», rimasto negli annali della disciplina.
Nel triennio 2010-2012, dapprima per l'infortunio in cui incappa il pesarese, e poi per il suo passaggio a una poco competitiva Ducati, questo dualismo va a scemare. Con il ritorno di Rossi in Yamaha nel 2013 i rapporti personali tra i due vanno a migliorare, mostrandosi più avvezzi a una collaborazione all'interno dello stesso box, pure se continuarono a non mancare scaramucce in pista come nel convulso epilogo della stagione 2015.
Ultima, e per certi versi più imprevedibile, è la rivalità sorta a metà degli anni 2010 con Marc Márquez. Lo spagnolo, di quattordici anni più giovane rispetto a Rossi, durante l'infanzia aveva proprio nell'italiano il suo mito sportivo: una volta approdato nel motomondiale, il giovane pilota catalano era stato subito preso in simpatia dal plurititolato Rossi, tanto che nei primi tempi i due non nascondevano la stima reciproca e più volte il pesarese aveva trovato modo di definire Márquez come il suo «erede» in pista.

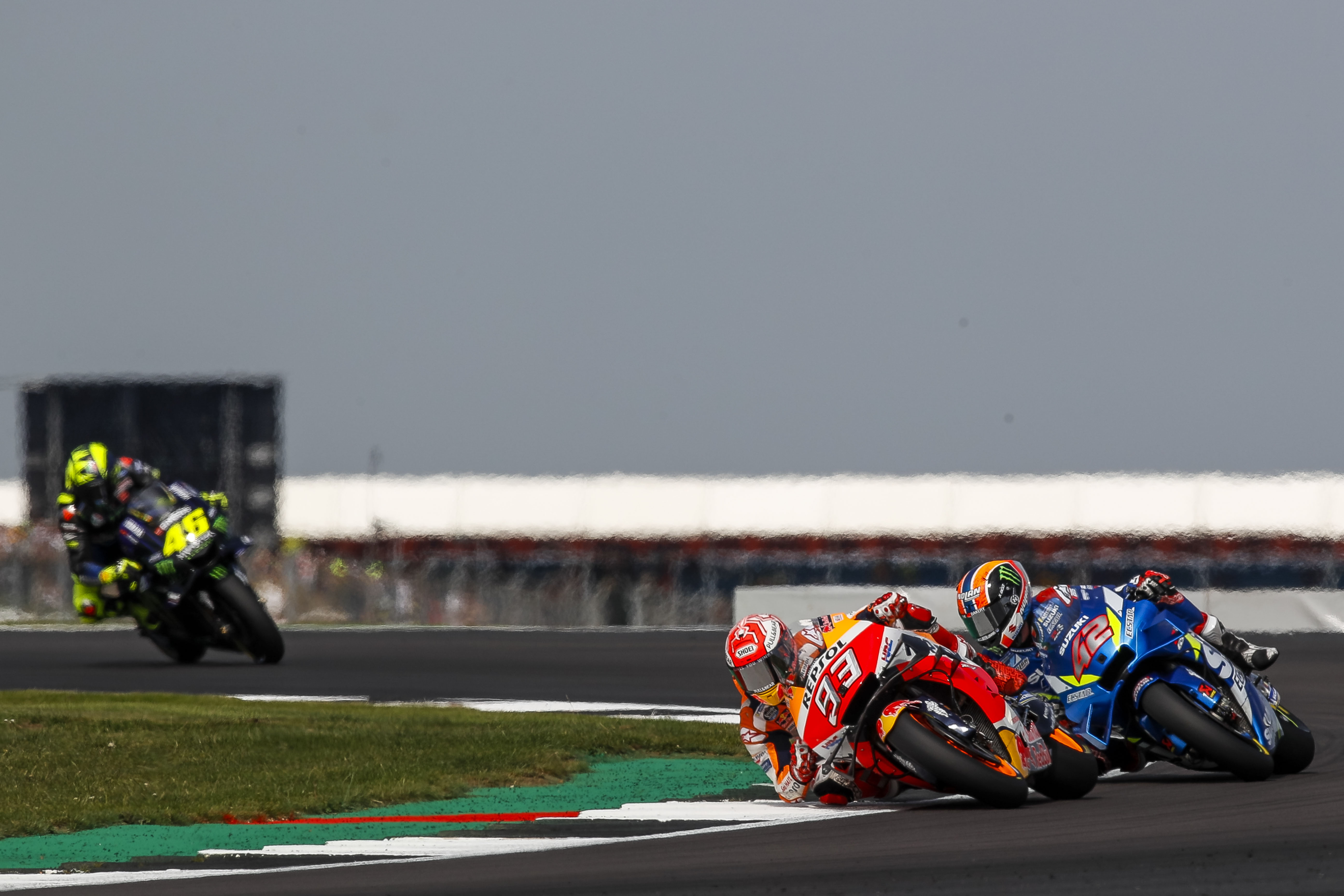
Da sinistra: Rossi segue da lontano i battistrada Marc Márquez e Álex Rins a Silverstone nel 2019; un'immagine simbolica dell'avvenuto passaggio di consegne generazionale al vertice della MotoGP

Come già accaduto anni addietro con Gibernau, i rapporti tra l'italiano e lo spagnolo sono andati a guastarsi una volta che i due si sono ritrovati a duellare alla pari, con un conseguente crescendo di scontri sui circuiti nonché verbali, via via sempre più aspri. Una situazione degenerata nel Gran Premio della Malesia 2015, quando un aggressivo corpo a corpo fra i due si è risolto nella caduta di Márquez: ritenuto colpevole dalla direzione gara, Rossi si è visto così retrocesso all'ultimo posto della griglia per la successiva e ultima gara del campionato a Valencia, vedendo svanire le sue possibilità di conquistare un titolo mondiale andato all'altro rivale Lorenzo; Rossi accuserà poi Márquez di non aver mai provato a sorpassare Lorenzo nell'ultimo appuntamento stagionale, favorendo così volutamente la vittoria del titolo da parte del connazionale. Un altro screzio tra i due avverrà nel Gran Premio d'Argentina 2018, in cui Márquez, con una manovra azzardata, farà cadere il pesarese.

#### Dirigente

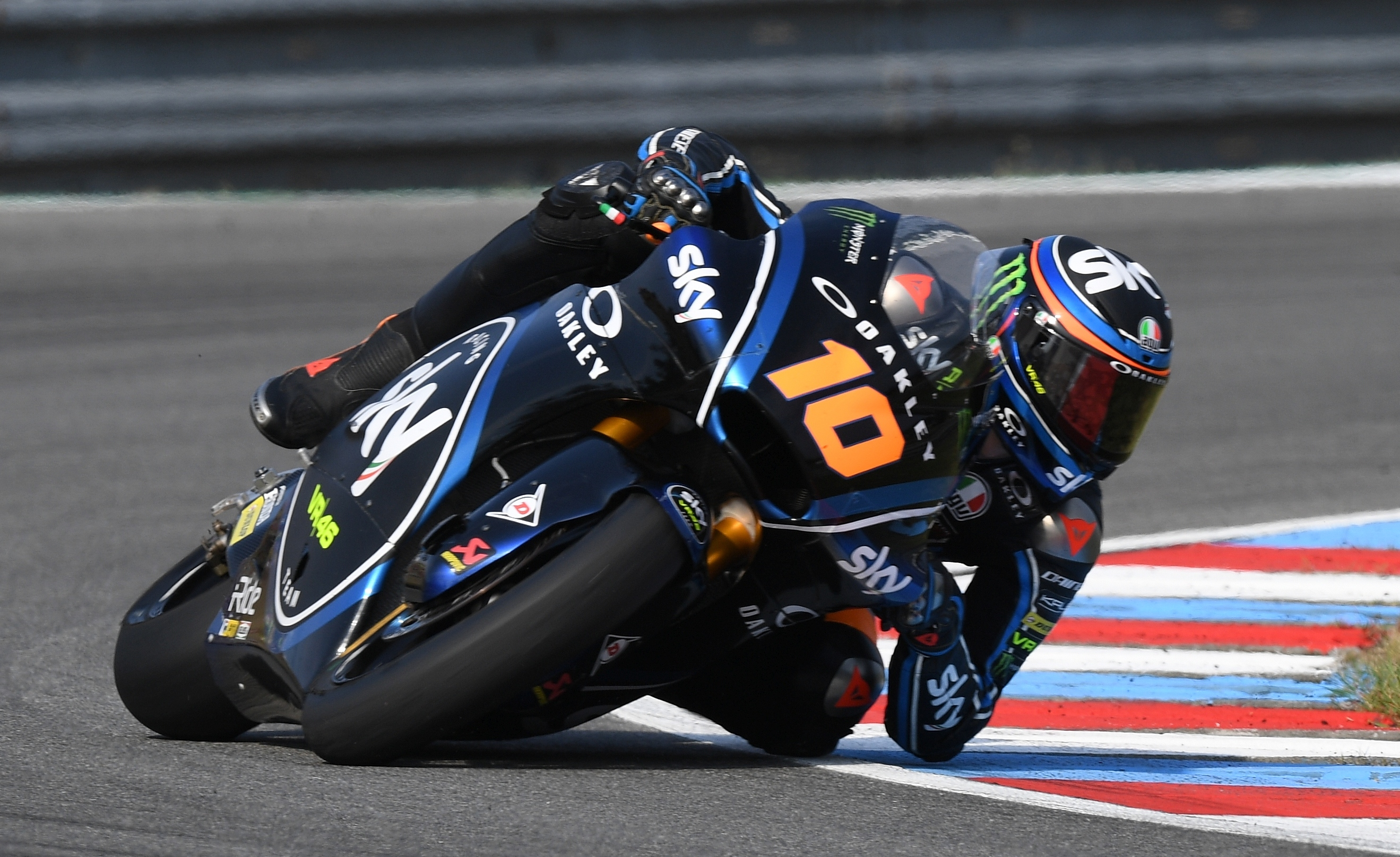
Luca Marini, fratello minore di Rossi, su una Kalex Moto2 dello SKY Racing Team VR46 al Gran Premio della Repubblica Ceca 2018

Già durante la parte finale della sua carriera agonistica, Rossi amplia il suo raggio d'azione nel motociclismo intraprendendo l'attività dirigenziale. Dal 2014 è fondatore e proprietario della VR46, squadra corse nata inizialmente in partnership con Sky, che si divide tra un team ufficiale nel motomondiale – dal 2014 al 2020 in Moto3, cui si affianca dal 2017 l'impegno in Moto2 e dal 2021 in MotoGP –, e un junior team presente nel Campionato Italiano Velocità e, in passato, nel Campeonato de España de Velocidad. In questa veste, Rossi può vantare la vittoria del titolo mondiale Moto2 nella stagione 2018 con Francesco Bagnaia.
Legata al team è anche la VR46 Riders Academy, progetto nato sempre nel 2014 con l'obiettivo di formare nuovi piloti. Da questa scuola motociclistica sono usciti vari piloti arrivati nelle tre classi del motomondiale: su tutti il succitato Bagnaia, che nel 2022 ha riportato il titolo della classe regina in Italia dopo tredici anni, succedendo proprio a Rossi, e Franco Morbidelli, quest'ultimo iridato Moto2 nella stagione 2017 oltreché, tra gli altri, il fratello minore di Rossi, Luca Marini.

### Automobilismo

#### Rally
Appassionato di automobilismo, Rossi ha gareggiato in una prova del campionato del mondo rally 2002, a bordo di una Peugeot 206 WRC, in occasione del RAC Rally in Gran Bretagna, senza però terminare la gara a causa di un'uscita di strada nella seconda prova speciale. Al secondo tentativo di partecipazione a una tappa del mondiale rally, nel 2006, è giunto 11º in Nuova Zelanda a bordo di una Subaru Impreza WRC. Nel dicembre 2008 ha preso parte all'ultima prova del campionato mondiale, ancora il RAC Rally, riuscendo a concludere la gara 12º su una Ford Focus RS WRC.

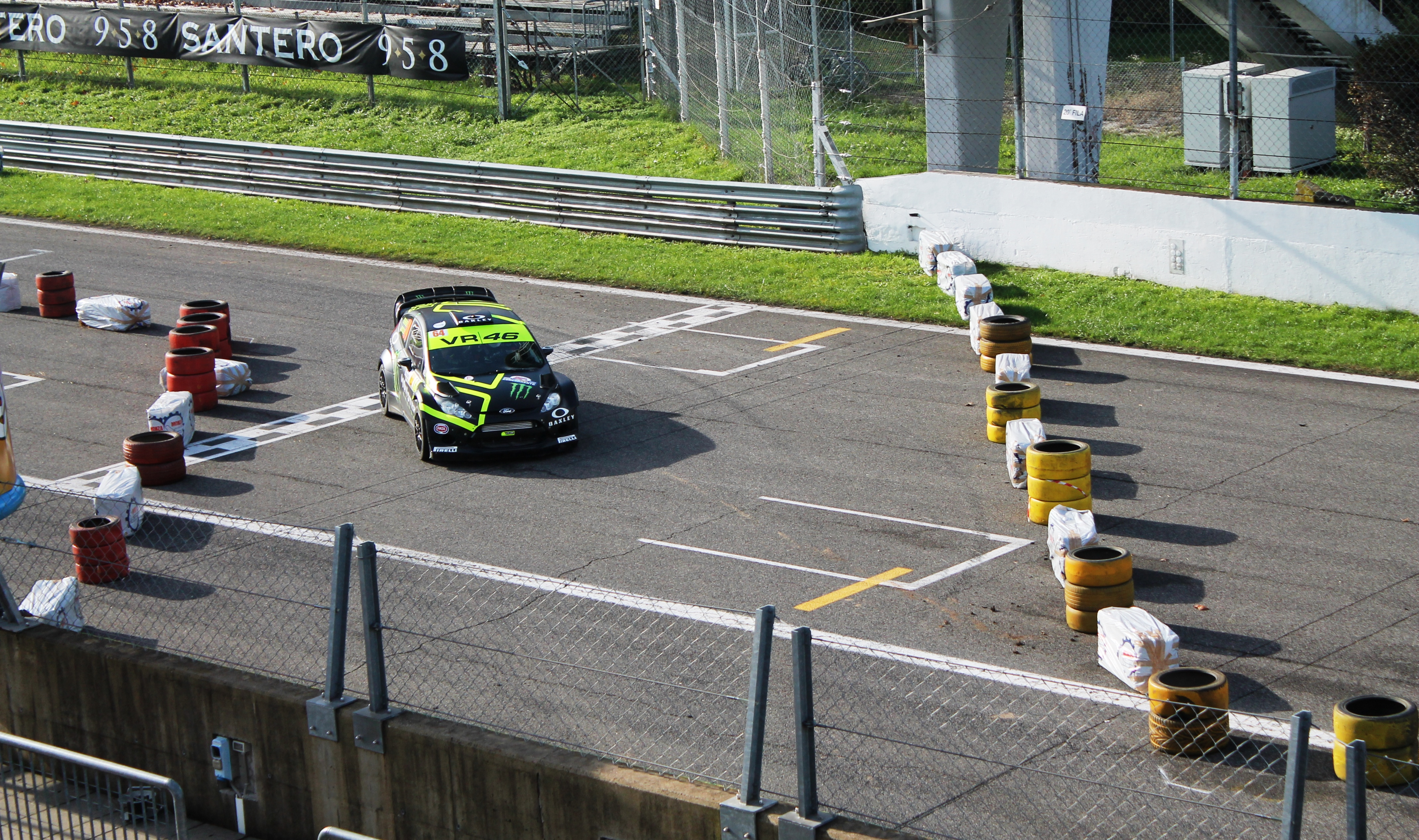
Rossi alla guida di una Ford Fiesta RS WRC al Monza Rally Show 2013

Dalla seconda metà degli anni 2000 partecipa regolarmente al Monza Rally Show, di cui ha vinto le edizioni del 2006, 2007 (su Focus RS WRC), 2012, 2015, 2016, 2017 e 2018 (su Ford Fiesta RS WRC), diventando il pilota con più successi (7); ha inoltre ottenuto quattro secondi posti nel 2008 (tanto nel rally quanto nel Master Show, alle spalle rispettivamente di Dindo Capello e di Piero Longhi), nel 2011 (nel Master Show, battuto da Sébastien Loeb), nel 2013 (dietro a Daniel Sordo) e nel 2014 (dietro a Robert Kubica) – seppure i risultati conseguiti da Rossi sull'asfalto brianzolo, in una manifestazione più attenta allo spettacolo che non all'agonismo, sono stati generalmente ridimensionati da vari rallisti. Ha anche preso parte all'edizione 2009 del Memorial Bettega, nell'ambito del Motor Show di Bologna.

#### I test in Formula 1
Tra il 2004 e il 2008 si è parlato concretamente del possibile passaggio di Rossi in Formula 1, in particolare nelle file della Scuderia Ferrari con la quale, nel succitato periodo, ha effettuato diversi test sulle piste di Fiorano e del Mugello: i progressivi miglioramenti palesati del pesarese al volante di una monoposto sorpresero positivamente anche l'allora pilota di Maranello, Michael Schumacher, e lo stesso Rossi ammetterà anni dopo di essere stato molto vicino a un accordo con il Cavallino per migrare definitivamente nell'automobilismo. L'11 dicembre 2019, in un test congiunto a Valencia, Rossi ha provato la Mercedes AMG F1 W08 EQ Power+ del 2017 di Lewis Hamilton, con l'inglese che a sua volta ha testato la Yamaha YZR-M1 dell'italiano.

#### Gran Turismo ed Endurance

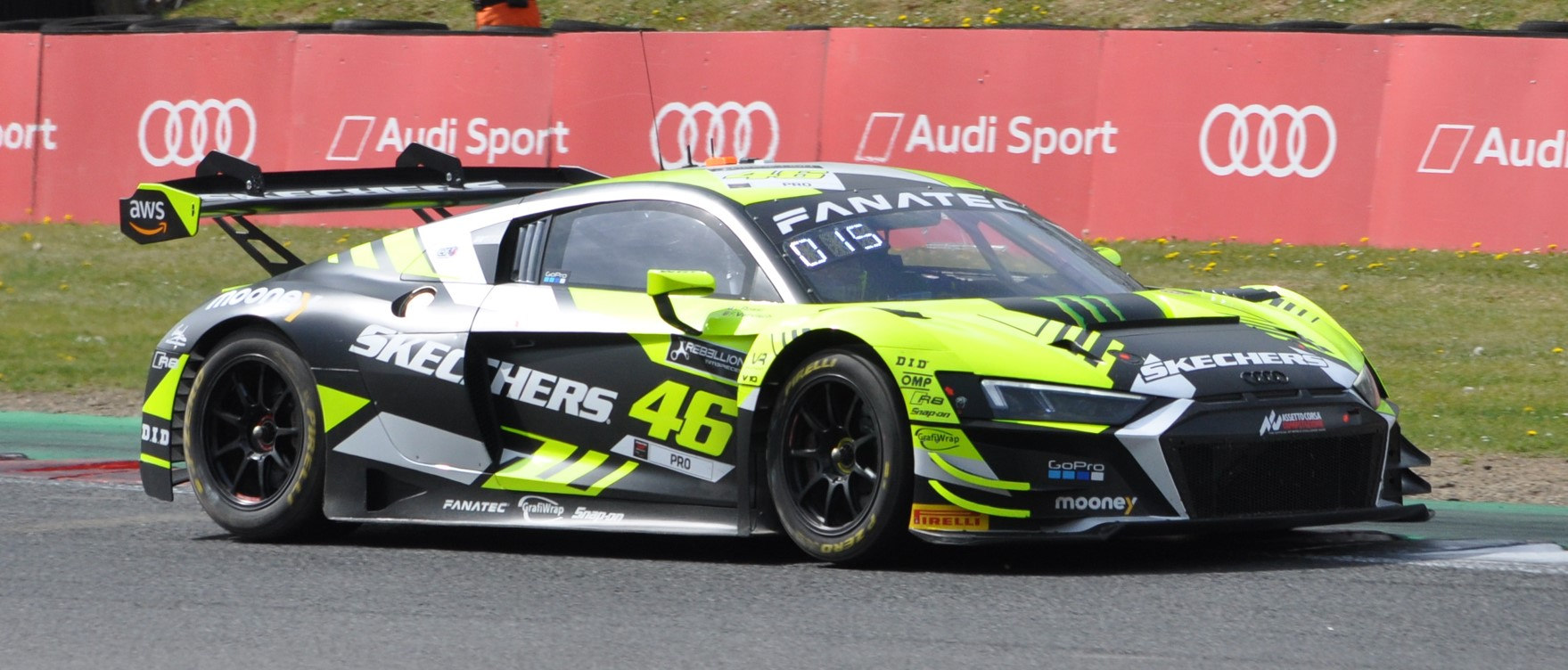
L'Audi R8 LMS con cui Rossi ha disputato il GT World Challenge Europe 2022

Il 14 dicembre 2019 partecipa, insieme al fratello minore Luca Marini e all'amico Alessio "Uccio" Salucci quali compagni di squadra, alla gara Endurance della 12 Ore del Golfo, vincendo nella propria categoria (Pro/Am) e classificandosi terzo assoluto alla guida di una Ferrari 488 GT3 del team Kessel Racing. Nel gennaio 2021 partecipa nuovamente con il team Kessel Racing, sempre con gli stessi compagni e con la stessa vettura, arrivando terzo nella categoria Pro/Am e quarto assoluto.
Nel dicembre 2021, dopo il ritiro dalla MotoGP, Rossi ha provato l'Audi R8 LMS del W Racing Team (WRT), scuderia supportata da Audi Sport e campione del GT World Challenge Europe. Nel gennaio 2022 il pesarese ufficializza che avrebbe partecipato con WRT al GT World Challenge Europe 2022, sia nell'Endurance sia nello Sprint, in equipaggio con Frédéric Vervisch e Nico Müller. Nel suo primo anno ottiene risultati alternanti, chiudendo cinque volte in zona punti e con tre quinti posti come miglior risultato.

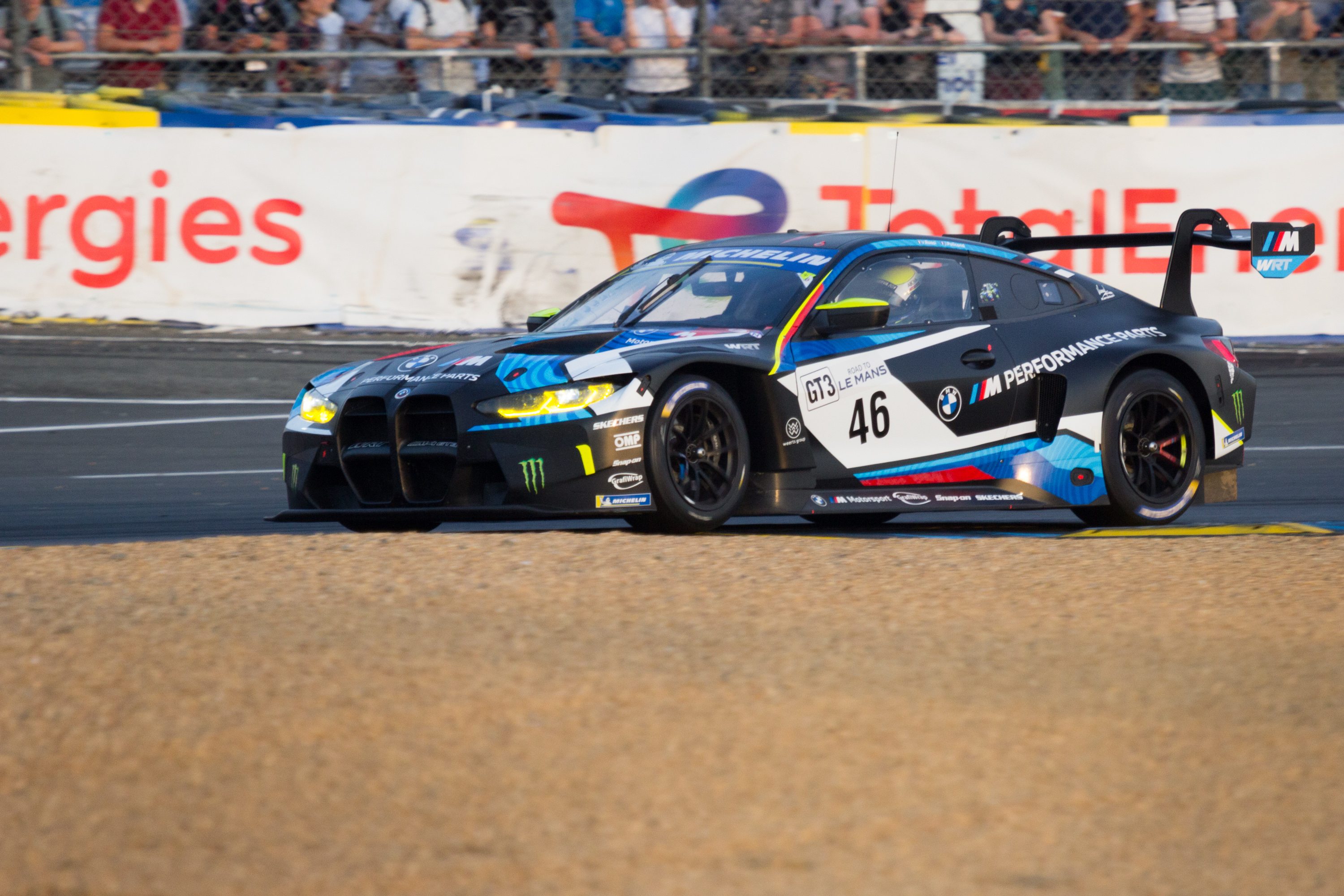
La BMW M4 GT3 con cui Rossi e Jérôme Policand hanno ottenuto la vittoria di classe – la prima per Rossi in GT3 – alla Road to Le Mans 2023

Già dall'ottobre 2022 Rossi è in pista per i test, che lo vede rimanere con WRT ma passare al volante della M4 GT3, divenendo un pilota ufficiale BMW. Rossi prende parte al GT World Challenge Europe 2023 in equipaggio con Maxime Martin e Augusto Farfus, quest'ultimo solo per le gare Endurance. Nella seconda gara Sprint di Brands Hatch, Rossi ottiene il primo podio nel campionato chiudendo secondo dietro l'Audi dell'equipaggio Drudi-Feller; nella seconda gara Sprint di Misano ottiene la prima vittoria, quindi nella prima gara Sprint di Zandvoort ottiene un altro podio arrivando terzo.
Partecipa inoltre a due round della 24H Series, la 24 Ore di Dubai con Sean Gelael, Martin e Max Hesse, e la 12 Ore di Bathurst con Martin e Farfus: l'equipaggio Rossi-Gelael-Martin-Hesse arriva terzo a Dubai, in quello che è il primo podio assoluto del pesarese nel campionato, mentre quello Rossi-Martin-Farfus ottiene il sesto posto a Bathurst. Sempre nel 2023, Rossi prende parte alla Le Mans Cup durante il round di Le Mans, sempre alla guida della BMW M4 GT3, in coppia con Jérôme Policand: proprio sul tracciato francese ottiene la prima vittoria in GT3. Tra gli altri piazzamenti dell'annata, anche un sesto posto nella 24 Ore di Spa. A fine stagione ritorna a correre la 12 Ore del Golfo, ultimo round dell'Intercontinental GT Challenge, insieme a Dries Vanthoor e Nick Yelloly, arrivando secondo assoluto.

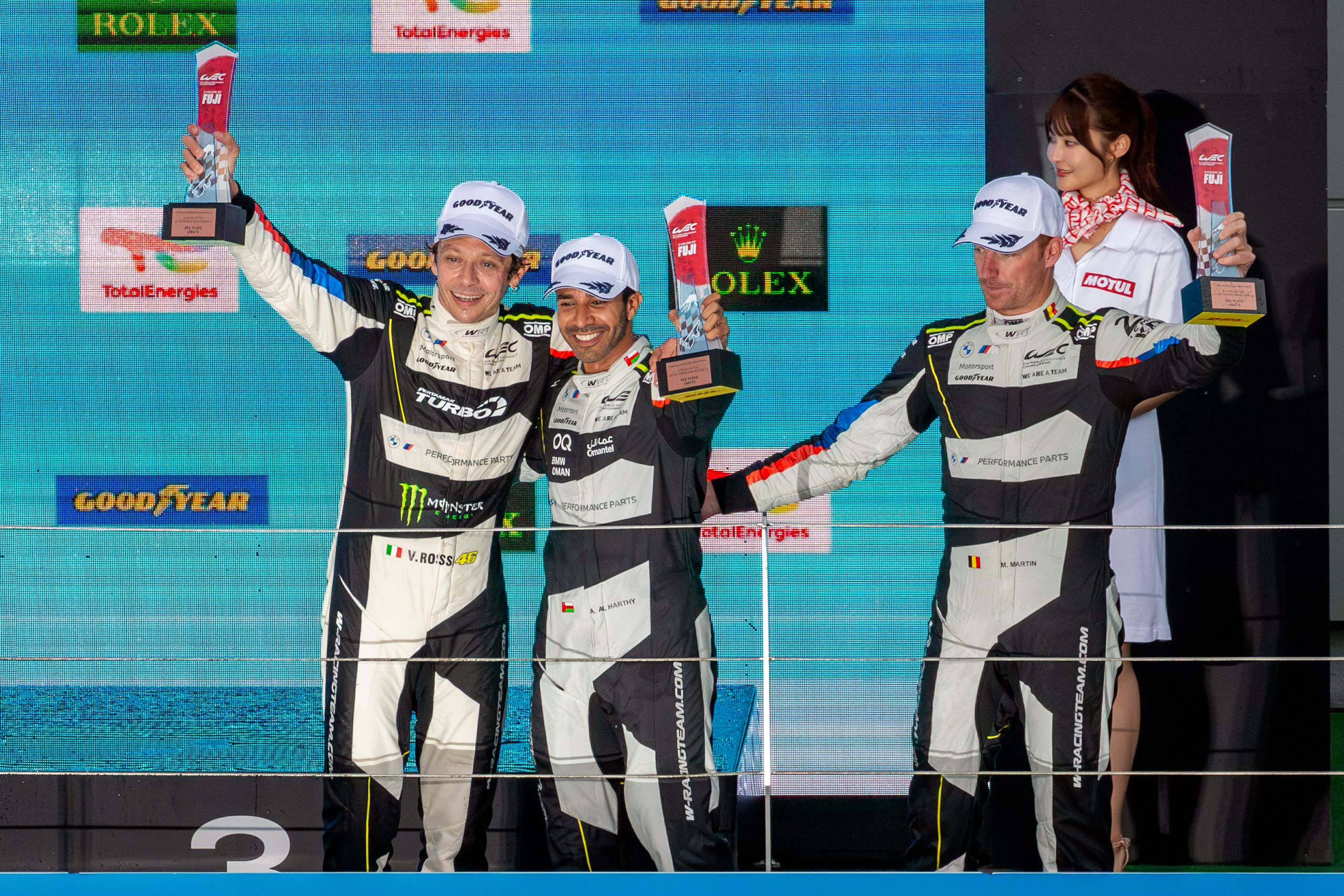
Da sinistra: Rossi, Ahmad Al Harthy e Maxime Martin sul podio della 6 Ore del Fuji 2024

Nell'ottobre 2023 Rossi, sempre con il Team WRT, partecipa ai rookie test del campionato del mondo endurance FIA, guidando l'Oreca 07 LMP2. L'anno seguente prende parte al GT World Challenge Europe 2024 insieme a Martin e Marciello, e partecipa al mondiale Endurance 2024, esordendo nella nuova classe LMGT3 insieme a Martin e ad Ahmad Al Harthy. Nel febbraio 2024 partecipa alla 12 Ore di Bathurst insieme a Martin e Marciello, arrivando quinto. Nella seconda gara del WEC, la 6 Ore di Imola 2024, Rossi ottiene il primo podio nel campionato, arrivando secondo dietro all'altra BMW del Team WRT. A Misano, nel GTWCE, ottiene la seconda vittoria in campionato nella prima gara Sprint, mentre nella seconda gara arriva terzo. Nella settima gara del WEC, la 6 Ore del Fuji 2024, Rossi ottiene il secondo podio nel campionato, arrivando terzo.
Nel novembre 2024 Rossi partecipa ai rookie test del WEC in Bahrain, provando per la prima volta l'Hypercar BMW M Hybrid V8. L'anno seguente prende parte al mondiale Endurance 2025, insieme a Kelvin van der Linde e ad Ahmad Al Harthy, e a due round del GT World Challenge Europe 2025, Misano e Spa. Nel febbraio 2025 partecipa alla 12 Ore di Bathurst insieme a Charles Weerts e Marciello, arrivando secondo. Nel secondo round del WEC, la 6 Ore di Imola 2025, Rossi ottiene la sua prima pole position in una gara automobilistica, per poi chiudere secondo al traguardo. A Misano, nel GTWCE, ottiene la terza vittoria in campionato nella prima gara Sprint.

## Controversie
Nell'estate 2007 l'Ufficio di Pesaro dell'Agenzia delle entrate ha contestato a Rossi compensi non dichiarati per 58.950.311 euro, relativi al periodo 2000-2004; considerando IRPEF, IRAP e IVA, l'evasione fiscale sarebbe pari a 43,7 milioni di euro. Il fisco chiedeva anche il pagamento delle sanzioni e degli interessi, per un totale complessivo di 112 milioni di euro. Secondo l'agenzia, per i cinque anni in questione, il pilota aveva presentato una dichiarazione IRPEF con un reddito inferiore a quello reale; lo stesso dicasi per l'IRAP e l'IVA del 2000, mentre per il quadriennio 2001-2004 non aveva presentato alcuna dichiarazione circa queste ultime due imposte. Rossi si è difeso affermando di essersi affidato per la propria gestione fiscale a dei professionisti, che gli avevano assicurato di aver rispettato la legge avendo pagato tutte le imposte dovute nel Regno Unito, dove all'epoca risultava residente; secondo le indagini del fisco italiano, al contrario, il cosiddetto «centro degli interessi» di Rossi era in realtà ancora in Italia.
Nel febbraio 2008 il pilota ha raggiunto un accordo con l'agenzia delle entrate patteggiando il pagamento di 19 milioni di euro per il periodo 2000-2004, e 16 per il periodo 2005-2006: 30 milioni legati ai guadagni del periodo e 4,8 legati alla mancata dichiarazione. Per eliminare le pendenze nei confronti della magistratura circa il reato di omessa e parziale dichiarazione dei redditi, nel maggio 2009 Rossi ha chiesto alla Procura pesarese un patteggiamento a sei mesi di reclusione: in virtù della sospensione condizionale, l'illecito si è poi estinto e, quindi, non ha più avuto luogo l'esecuzione della pena e la condanna non è stata menzionata nel casellario giudiziale.

## Nella cultura di massa

### Popolarità

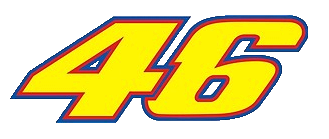
Il 46, numero sempre usato da Valentino Rossi in carriera – e in precedenza dal padre Graziano –, che contraddistingue anche tutte le sue attività extrasportive

Rossi gode di grande popolarità tra gli appassionati di motociclismo e tra i giornalisti per il suo carattere estroverso. Famose sono le sue trovate per festeggiare le vittorie assieme ai membri del fan club, un gruppo di storici amici che lo accompagnano nelle gare del motomondiale.
Nel 2002 ha ricevuto delle minacce da un movimento anarchico italo-spagnolo, che in quei giorni aveva inviato pacchi bomba contro importanti obiettivi iberici tra i due Paesi, perché "reo" di avere stampato, su moto e tuta, il nome dell'azienda petrolifera Repsol per la quale aveva girato uno spot in Spagna.
Il 31 maggio 2005 ha ricevuto una laurea magistrale honoris causa in comunicazione e pubblicità per le organizzazioni dall'Università degli Studi di Urbino "Carlo Bo". Alla fine dello stesso anno la Arnoldo Mondadori Editore ha pubblicato Pensa se non ci avessi provato, autobiografia del pilota, scritta con il giornalista Enrico Borghi.
Nel marzo 2010 il ministro degli affari esteri e della cooperazione internazionale italiano, Franco Frattini, ha consegnato a Rossi il primo Winning Italy Award per il suo contributo alla valorizzazione dell'immagine dell'Italia nel mondo.
Il 24 giugno 2021 ha ricevuto la cittadinanza onoraria di Assen, città olandese in cui ha sede l'omonimo circuito dove Rossi ha trionfato per dieci volte in carriera.
Il 12 aprile 2025 l'Inter, squadra di cui Rossi è tifoso, è scesa in campo nella gara di campionato contro il Cagliari con una divisa speciale, realizzata da Nike in collaborazione con lo stesso pilota, per celebrare i suoi 46 anni.

### Media

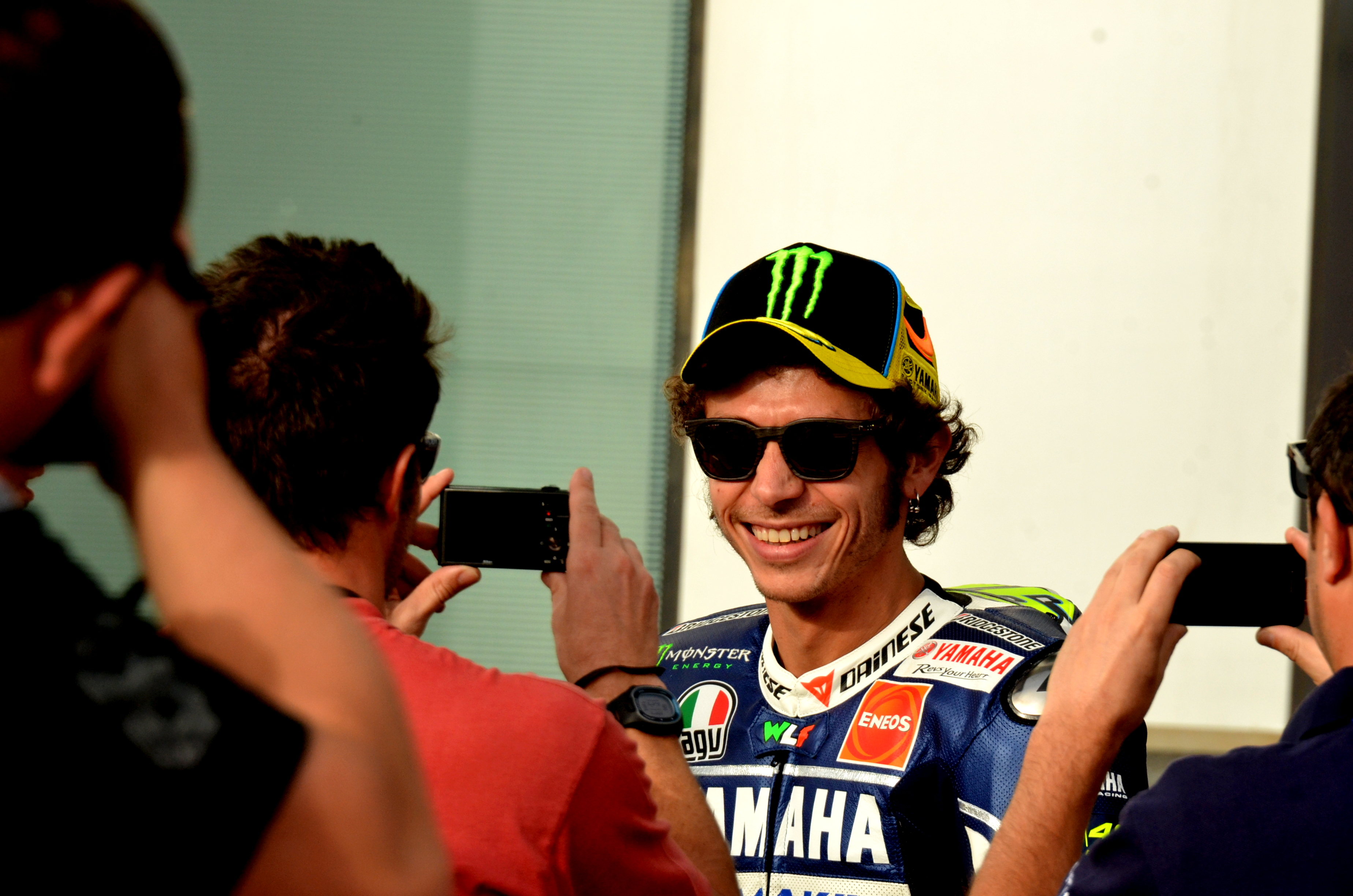
Rossi con dei tifosi nel 2013

È stato protagonista di due fumetti a lui dedicati: Quarantasei, realizzato da Milo Manara, e Fast 46, disegnato da Astrò; dall'opera di Manara è stato inoltre tratto un omonimo film d'animazione, uno speciale video-fumetto in cui Rossi presta la voce al suo alter ego d'inchiostro.
Tra il 2010 e il 2011 il regista Mark Neale ha diretto Fastest - Il più veloce, un film documentario dedicato alla MotoGP e incentrato in particolare su Rossi, con la voce narrante dell'attore Ewan McGregor. Nel 2015 lo stesso Neale ha diretto Fino all'ultima staccata, altro film documentario dedicato alla classe regina, narrato nonché prodotto da Brad Pitt: la pellicola racconta la vita, dentro e fuori la pista, di sei tra i motociclisti più veloci di tutti i tempi, tra i quali Rossi.
In ambito videoludico, il videogioco Valentino Rossi: The Game (2016) è un omaggio ai vent'anni di carriera del pilota. In precedenza, nel videogioco Grand Theft Auto: San Andreas (2004) era presente un omaggio a Rossi: infatti la moto NRG-500 recava il numero 46 usato dal pilota nelle gare ufficiali.

## Risultati
| 1996 | Classe | Moto    |   |    |    |   |   |     |     |   |     |   |   |   |     |     |    |  |  |  |  | Punti | Pos. |
| ---- | ------ | ------- | - | -- | -- | - | - | --- | --- | - | --- | - | - | - | --- | --- | -- |  |  |  |  | ----- | ---- |
| 1996 | 125    | Aprilia | 6 | 11 | 11 | 4 | 4 | Rit | Rit | 5 | Rit | 3 | 1 | 5 | Rit | Rit | 14 |  |  |  |  | 111   | 9º   |

| 1997 | Classe | Moto    |   |     |   |   |   |   |   |   |   |   |   |   |   |   |   |  |  |  |  | Punti | Pos. |
| ---- | ------ | ------- | - | --- | - | - | - | - | - | - | - | - | - | - | - | - | - |  |  |  |  | ----- | ---- |
| 1997 | 125    | Aprilia | 1 | Rit | 1 | 1 | 2 | 1 | 1 | 1 | 1 | 1 | 1 | 3 | 1 | 1 | 6 |  |  |  |  | 321   | 1º   |

| 1998 | Classe | Moto    |     |     |   |   |   |     |   |     |   |     |   |   |   |   |  |  |  |  |  | Punti | Pos. |
| ---- | ------ | ------- | --- | --- | - | - | - | --- | - | --- | - | --- | - | - | - | - |  |  |  |  |  | ----- | ---- |
| 1998 | 250    | Aprilia | Rit | Rit | 2 | 2 | 2 | Rit | 1 | Rit | 3 | Rit | 1 | 1 | 1 | 1 |  |  |  |  |  | 201   | 2º   |

| 1999 | Classe | Moto    |   |   |   |     |   |   |   |   |   |   |   |   |   |   |   |   |  |  |  | Punti | Pos. |
| ---- | ------ | ------- | - | - | - | --- | - | - | - | - | - | - | - | - | - | - | - | - |  |  |  | ----- | ---- |
| 1999 | 250    | Aprilia | 5 | 7 | 1 | Rit | 1 | 1 | 2 | 1 | 1 | 1 | 2 | 8 | 1 | 1 | 1 | 3 |  |  |  | 309   | 1º   |

| 2000 | Classe | Moto  |     |     |    |   |   |    |   |   |   |   |   |   |     |   |   |   |  |  |  | Punti | Pos. |
| ---- | ------ | ----- | --- | --- | -- | - | - | -- | - | - | - | - | - | - | --- | - | - | - |  |  |  | ----- | ---- |
| 2000 | 500    | Honda | Rit | Rit | 11 | 3 | 3 | 12 | 3 | 6 | 1 | 2 | 2 | 3 | Rit | 1 | 2 | 3 |  |  |  | 209   | 2º   |

| 2001 | Classe | Moto  |   |   |   |   |     |   |   |   |   |   |   |    |   |   |   |   |  |  |  | Punti | Pos. |
| ---- | ------ | ----- | - | - | - | - | --- | - | - | - | - | - | - | -- | - | - | - | - |  |  |  | ----- | ---- |
| 2001 | 500    | Honda | 1 | 1 | 1 | 3 | Rit | 1 | 2 | 1 | 7 | 1 | 1 | 11 | 1 | 1 | 1 | 1 |  |  |  | 325   | 1º   |

| 2002 | Classe | Moto  |   |   |   |   |   |   |   |   |   |     |   |   |   |   |   |   |  |  |  | Punti | Pos. |
| ---- | ------ | ----- | - | - | - | - | - | - | - | - | - | --- | - | - | - | - | - | - |  |  |  | ----- | ---- |
| 2002 | MotoGP | Honda | 1 | 2 | 1 | 1 | 1 | 1 | 1 | 1 | 1 | Rit | 1 | 1 | 2 | 2 | 1 | 2 |  |  |  | 355   | 1º   |

| 2003 | Classe | Moto  |   |   |   |   |   |   |   |   |   |   |   |   |   |   |   |   |  |  |  | Punti | Pos. |
| ---- | ------ | ----- | - | - | - | - | - | - | - | - | - | - | - | - | - | - | - | - |  |  |  | ----- | ---- |
| 2003 | MotoGP | Honda | 1 | 2 | 1 | 2 | 1 | 2 | 3 | 3 | 2 | 1 | 1 | 1 | 2 | 1 | 1 | 1 |  |  |  | 357   | 1º   |

| 2004 | Classe | Moto   |   |   |   |   |   |   |     |   |   |   |   |   |     |   |   |   |  |  |  | Punti | Pos. |
| ---- | ------ | ------ | - | - | - | - | - | - | --- | - | - | - | - | - | --- | - | - | - |  |  |  | ----- | ---- |
| 2004 | MotoGP | Yamaha | 1 | 4 | 4 | 1 | 1 | 1 | Rit | 4 | 1 | 2 | 1 | 2 | Rit | 1 | 1 | 1 |  |  |  | 304   | 1º   |

| 2005 | Classe | Moto   |   |   |   |   |   |   |   |   |   |   |   |     |   |   |   |   |   |  |  | Punti | Pos. |
| ---- | ------ | ------ | - | - | - | - | - | - | - | - | - | - | - | --- | - | - | - | - | - |  |  | ----- | ---- |
| 2005 | MotoGP | Yamaha | 1 | 2 | 1 | 1 | 1 | 1 | 1 | 3 | 1 | 1 | 1 | Rit | 2 | 1 | 1 | 2 | 3 |  |  | 367   | 1º   |

| 2006 | Classe | Moto   |    |   |   |     |     |   |   |   |   |   |     |   |   |   |   |   |    |  |  | Punti | Pos. |
| ---- | ------ | ------ | -- | - | - | --- | --- | - | - | - | - | - | --- | - | - | - | - | - | -- |  |  | ----- | ---- |
| 2006 | MotoGP | Yamaha | 14 | 1 | 4 | Rit | Rit | 1 | 1 | 8 | 2 | 1 | Rit | 2 | 1 | 3 | 2 | 2 | 13 |  |  | 247   | 2º   |

| 2007 | Classe | Moto   |   |   |    |   |   |   |   |   |   |     |   |   |     |   |    |   |   |     |  | Punti | Pos. |
| ---- | ------ | ------ | - | - | -- | - | - | - | - | - | - | --- | - | - | --- | - | -- | - | - | --- |  | ----- | ---- |
| 2007 | MotoGP | Yamaha | 2 | 1 | 10 | 2 | 6 | 1 | 2 | 4 | 1 | Rit | 4 | 7 | Rit | 1 | 13 | 3 | 5 | Rit |  | 241   | 3º   |

| 2008 | Classe | Moto   |   |   |   |   |   |   |   |   |    |   |   |   |   |   |   |   |   |   |  | Punti | Pos. |
| ---- | ------ | ------ | - | - | - | - | - | - | - | - | -- | - | - | - | - | - | - | - | - | - |  | ----- | ---- |
| 2008 | MotoGP | Yamaha | 5 | 2 | 3 | 1 | 1 | 1 | 2 | 2 | 11 | 2 | 1 | 1 | 1 | 1 | 1 | 2 | 1 | 3 |  | 373   | 1º   |

| 2009 | Classe | Moto   |   |   |   |    |   |   |   |   |   |   |   |     |   |   |   |   |   |  |  | Punti | Pos. |
| ---- | ------ | ------ | - | - | - | -- | - | - | - | - | - | - | - | --- | - | - | - | - | - |  |  | ----- | ---- |
| 2009 | MotoGP | Yamaha | 2 | 2 | 1 | 16 | 3 | 1 | 1 | 2 | 1 | 5 | 1 | Rit | 1 | 4 | 2 | 3 | 2 |  |  | 306   | 1º   |

| 2010 | Classe | Moto   |   |   |   |    |     |     |     |   |   |   |   |   |   |   |   |   |   |   |  | Punti | Pos. |
| ---- | ------ | ------ | - | - | - | -- | --- | --- | --- | - | - | - | - | - | - | - | - | - | - | - |  | ----- | ---- |
| 2010 | MotoGP | Yamaha | 1 | 3 | 2 | NP | Inf | Inf | Inf | 4 | 3 | 5 | 4 | 3 | 6 | 3 | 1 | 3 | 2 | 3 |  | 233   | 3º   |

| 2011 | Classe | Moto   |   |   |   |   |   |   |   |   |   |   |   |    |   |    |     |     |    |     |  | Punti | Pos. |
| ---- | ------ | ------ | - | - | - | - | - | - | - | - | - | - | - | -- | - | -- | --- | --- | -- | --- |  | ----- | ---- |
| 2011 | MotoGP | Ducati | 7 | 5 | 5 | 3 | 5 | 6 | 4 | 6 | 9 | 6 | 6 | 10 | 7 | 10 | Rit | Rit | AN | Rit |  | 139   | 7º   |

| 2012 | Classe | Moto   |    |   |   |   |   |   |    |   |   |     |   |   |   |   |   |   |   |    |  | Punti | Pos. |
| ---- | ------ | ------ | -- | - | - | - | - | - | -- | - | - | --- | - | - | - | - | - | - | - | -- |  | ----- | ---- |
| 2012 | MotoGP | Ducati | 10 | 9 | 7 | 2 | 7 | 9 | 13 | 6 | 5 | Rit | 7 | 7 | 2 | 8 | 7 | 5 | 7 | 10 |  | 163   | 6º   |

| 2013 | Classe | Moto   |   |   |   |    |     |   |   |   |   |   |   |   |   |   |   |   |   |   |  | Punti | Pos. |
| ---- | ------ | ------ | - | - | - | -- | --- | - | - | - | - | - | - | - | - | - | - | - | - | - |  | ----- | ---- |
| 2013 | MotoGP | Yamaha | 2 | 6 | 4 | 12 | Rit | 4 | 1 | 3 | 3 | 4 | 4 | 4 | 4 | 3 | 4 | 3 | 6 | 4 |  | 237   | 4º   |

| 2014 | Classe | Moto   |   |   |   |   |   |   |   |   |   |   |   |   |   |     |   |   |   |   |  | Punti | Pos. |
| ---- | ------ | ------ | - | - | - | - | - | - | - | - | - | - | - | - | - | --- | - | - | - | - |  | ----- | ---- |
| 2014 | MotoGP | Yamaha | 2 | 8 | 4 | 2 | 2 | 3 | 2 | 5 | 4 | 3 | 3 | 3 | 1 | Rit | 3 | 1 | 2 | 2 |  | 295   | 2º   |

| 2015 | Classe | Moto   |   |   |   |   |   |   |   |   |   |   |   |   |   |   |   |   |   |   |  | Punti | Pos. |
| ---- | ------ | ------ | - | - | - | - | - | - | - | - | - | - | - | - | - | - | - | - | - | - |  | ----- | ---- |
| 2015 | MotoGP | Yamaha | 1 | 3 | 1 | 3 | 2 | 3 | 2 | 1 | 3 | 3 | 3 | 1 | 5 | 3 | 2 | 4 | 3 | 4 |  | 325   | 2º   |

| 2016 | Classe | Moto   |   |   |     |   |   |     |   |     |   |   |   |   |   |   |     |   |   |   |  | Punti | Pos. |
| ---- | ------ | ------ | - | - | --- | - | - | --- | - | --- | - | - | - | - | - | - | --- | - | - | - |  | ----- | ---- |
| 2016 | MotoGP | Yamaha | 4 | 2 | Rit | 1 | 2 | Rit | 1 | Rit | 8 | 4 | 2 | 3 | 2 | 3 | Rit | 2 | 2 | 4 |  | 249   | 2º   |

| 2017 | Classe | Moto   |   |   |   |    |     |   |   |   |   |   |   |   |     |   |     |   |   |   |  | Punti | Pos. |
| ---- | ------ | ------ | - | - | - | -- | --- | - | - | - | - | - | - | - | --- | - | --- | - | - | - |  | ----- | ---- |
| 2017 | MotoGP | Yamaha | 3 | 2 | 2 | 10 | Rit | 4 | 8 | 1 | 5 | 4 | 7 | 3 | Inf | 5 | Rit | 2 | 7 | 5 |  | 208   | 5º   |

| 2018 | Classe | Moto   |   |    |   |   |   |   |   |   |   |   |   |    |   |   |   |   |   |    |    | Punti | Pos. |
| ---- | ------ | ------ | - | -- | - | - | - | - | - | - | - | - | - | -- | - | - | - | - | - | -- | -- | ----- | ---- |
| 2018 | MotoGP | Yamaha | 3 | 19 | 4 | 5 | 3 | 3 | 3 | 5 | 2 | 4 | 6 | AN | 7 | 8 | 4 | 4 | 6 | 18 | 13 | 198   | 3º   |

| 2019 | Classe | Moto   |   |   |   |   |   |     |     |     |   |   |   |   |   |   |   |     |   |   |   | Punti | Pos. |
| ---- | ------ | ------ | - | - | - | - | - | --- | --- | --- | - | - | - | - | - | - | - | --- | - | - | - | ----- | ---- |
| 2019 | MotoGP | Yamaha | 5 | 2 | 2 | 6 | 5 | Rit | Rit | Rit | 8 | 6 | 4 | 4 | 4 | 8 | 8 | Rit | 8 | 4 | 8 | 174   | 7º   |

| 2020 | Classe | Moto   |    |     |   |   |   |   |   |     |     |     |     |     |     |    |    |  |  |  |  | Punti | Pos. |
| ---- | ------ | ------ | -- | --- | - | - | - | - | - | --- | --- | --- | --- | --- | --- | -- | -- |  |  |  |  | ----- | ---- |
| 2020 | MotoGP | Yamaha | NE | Rit | 3 | 5 | 5 | 9 | 4 | Rit | Rit | Rit | Inf | Inf | Rit | 12 | 12 |  |  |  |  | 66    | 15º  |

| 2021 | Classe | Moto   |    |    |     |    |    |    |     |    |     |    |   |    |    |    |    |    |    |    |  | Punti | Pos. |
| ---- | ------ | ------ | -- | -- | --- | -- | -- | -- | --- | -- | --- | -- | - | -- | -- | -- | -- | -- | -- | -- |  | ----- | ---- |
| 2021 | MotoGP | Yamaha | 12 | 16 | Rit | 16 | 11 | 10 | Rit | 14 | Rit | 13 | 8 | 18 | 19 | 17 | 15 | 10 | 13 | 10 |  | 44    | 18º  |

| Legenda | 1º posto        | 2º posto            | 3º posto            | A punti      | Senza punti        | Grassetto – Pole position Corsivo – Giro più veloce |
| Legenda | Gara non valida | Non qual./Non part. | Ritirato/Non class. | Squalificato | '-' Dato non disp. | Grassetto – Pole position Corsivo – Giro più veloce |

## Palmarès

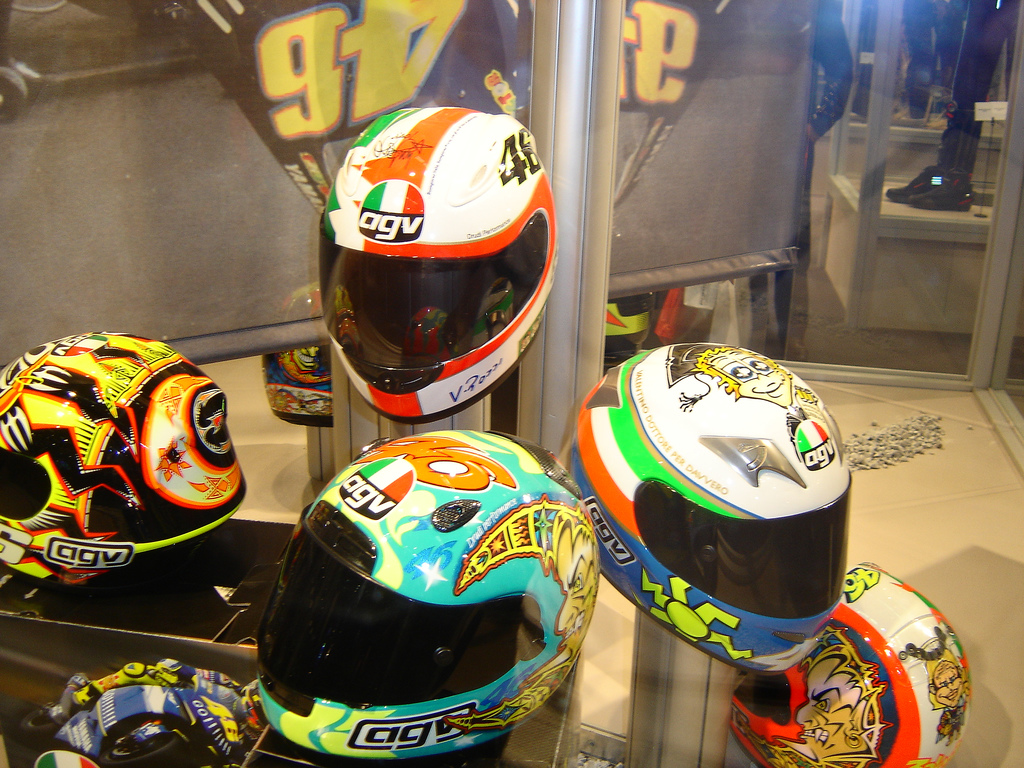
Alcuni caschi utilizzati da Rossi

### Motociclismo
- Campione italiano Classe 125 (1): 1995
- Campione del mondo Classe 125 (1): 1997
- Campione del mondo Classe 250 (1): 1999
- Campione del mondo Classe 500 (1): 2001
- Campione del mondo MotoGP (6): 2002, 2003, 2004, 2005, 2008, 2009
- 8 Ore di Suzuka (1): 2001

### Automobilismo
- Monza Rally Show (7): 2006, 2007, 2012, 2015, 2016, 2017, 2018

## Riconoscimenti
- Gazzetta Sports Awards: 6

Categoria Uomo dell'anno: 2001, 2002, 2003, 2008, 2009
Categoria Legend: 2015
- Laureus World Sports Awards: 2

Laureus Spirit of Sport: 2006
Laureus World Comeback of the Year: 2011
- Telegatto: 1

Premio speciale di platino per lo sport: 2008

## Onorificenze
- Diploma d'onore CONI: 2008,[258] 2012[259]

## Opere
- VR2. Valentino intervista Vasco, CD supplemento a Rolling Stone n. 6, aprile 2004.
- Pensa se non ci avessi provato. L'autobiografia, con Enrico Borghi, Milano, Mondadori, 2005, ISBN 88-04-54738-3.
- B46K, con Milo Manara, Verona, Leopoldo Bloom, 2006, ISBN 88-89350-01-6.
- Quarantasei, disegni e sceneggiatura di Milo Manara; soggetto di Milo Manara, Valentino Rossi, Gigi Badioli; introduzione di Vincenzo Mollica, Modena, Panini Comics, 2007, SBN RMB0793983.

### Prefazioni
- Michele Lupi, Racers. Storie di uomini con la velocità nel cuore, Milano, Feltrinelli Traveller, 2003, ISBN 88-7108-186-2.
- Giù da gara. 10 anni di MotoGP, Milano, RTI Gruppo Mediaset, 2011, ISBN 978-88-97453-29-1.
- Umberto Zapelloni (a cura di), Vale! Il mito di Valentino Rossi nelle pagine de La Gazzetta dello Sport, Milano, Rizzoli, 2015, ISBN 978-88-17-08534-2.

### Postfazioni
- Enrico Borghi, Il capolavoro, Milano, Preziosi Books, 2011, ISBN 978-88-6468-647-9.

## Filmografia
- Faster, regia di Mark Neale (2003)
- Fastest - Il più veloce (Fastest), regia di Mark Neale (2011)
- Febbre gialla (Yellow Fever), regia di Gianni del Corral (2011)
- Fino all'ultima staccata (Hitting the Apex), regia di Mark Neale (2015)